# Trilogie du Problème à trois corps
Vous lisez un « bon article » labellisé en 2024.
Pour les articles homonymes, voir Le Problème à trois corps (homonymie).
La trilogie du Problème à trois corps ou trilogie des Trois Corps (chinois simplifié : 三体三部曲 ; pinyin : Sāntǐ sānbùqǔ), aussi appelée Chroniques de la Terre (地球往事, Dìqiú wǎngshì), est une trilogie de science-fiction du romancier chinois Liu Cixin, initialement publiée de 2006 à 2010.
Le premier tome de la trilogie, Le Problème à trois corps (2006-2008), narre la participation d'une astrophysicienne chinoise à un projet radiotélescopique secret durant la révolution culturelle, puis l'enquête d'un chercheur sur une vague de suicides dans la communauté scientifique au début du XXIe siècle, ces deux intrigues débouchant sur la révélation d'une menace cosmique pesant sur l'humanité. Les deux volumes suivants, La Forêt sombre (2008) et La Mort immortelle (2010), décrivent les stratégies adoptées par cette dernière pour y faire face, mobilisant à la fois les ressources de la technologie et la compréhension d'un Univers apparaissant de plus en plus hostile.
À travers son récit, Liu Cixin développe une réflexion sur les limites de la morale dans un monde immoral où seule règne la nécessité de survivre, tout en soulignant la relative insignifiance de l'espèce humaine au sein d'un cosmos dépassant ses capacités de compréhension. Sa vision pessimiste des relations entre civilisations interstellaires ne l'empêche pas de célébrer dans le même temps la beauté de la science et de l'Univers, en particulier à travers des descriptions mêlant langage artistique et technique. 
Succès immédiat en Chine, la trilogie du Problème à trois corps suscite l'engouement bien au-delà du cercle habituel des amateurs de science-fiction. Reconnue internationalement après l'attribution du prestigieux prix Hugo 2015 à la traduction anglophone du premier tome, elle donne lieu à plusieurs œuvres dérivées et adaptations, notamment sous forme sérielle avec Le Problème à trois corps de Tencent Video (2022) et Le Problème à trois corps de Netflix (2024).

## Résumés

### Tome 1:Le Problème à trois corps
Le premier tome entrecroise une intrigue policière se déroulant au début du XXIe siècle et la narration d'événements passés sous forme d'analepses.

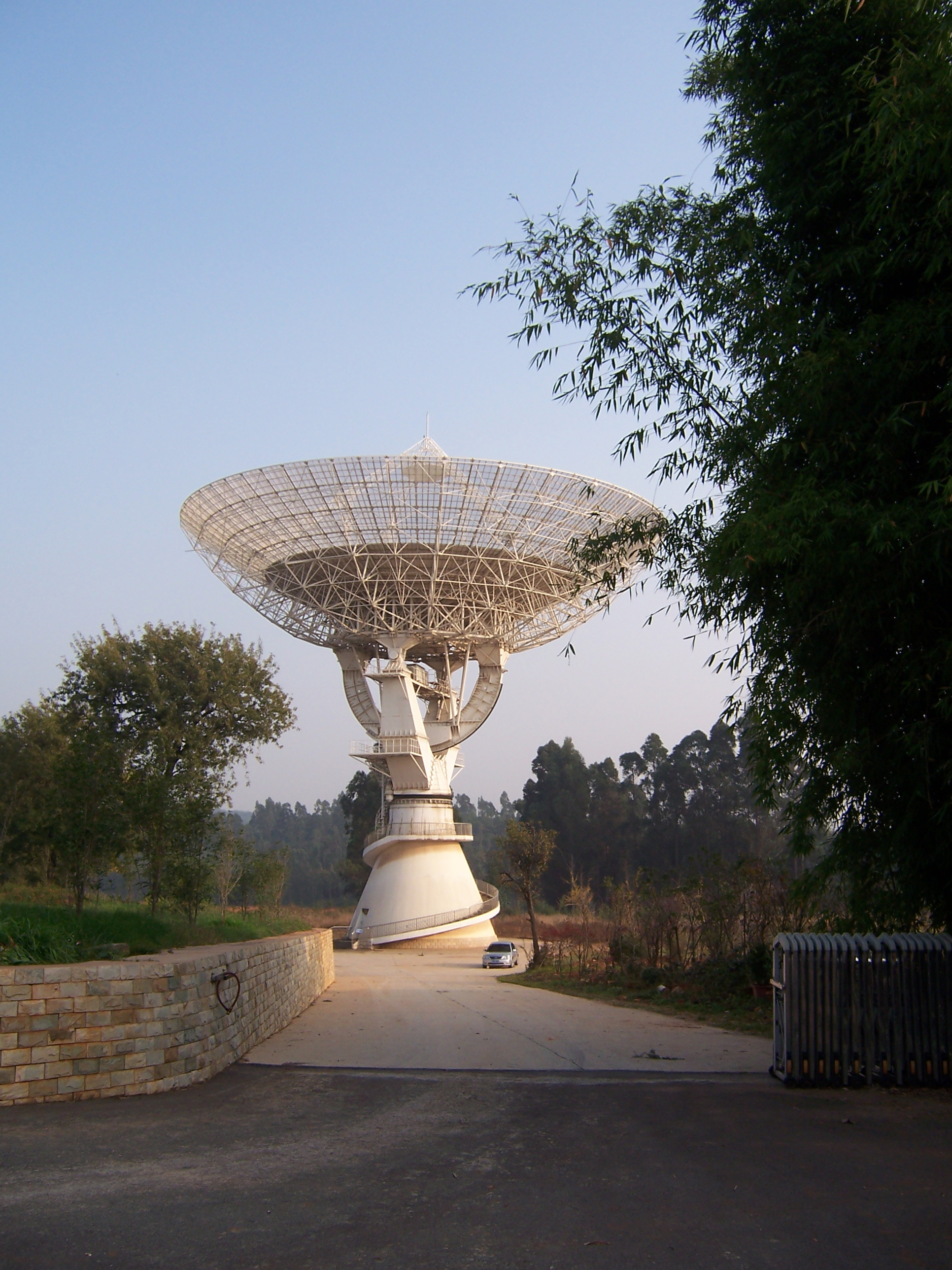
Radiotélescope dans le Yunnan.

Durant la révolution culturelle, l'astrophysicienne Ye Wenjie voit son père, éminent professeur de physique, humilié publiquement puis assassiné pour avoir défendu des positions académiques jugées réactionnaires. Envoyée en rééducation dans le Grand Khingan, elle y lit clandestinement l'ouvrage écologiste Printemps silencieux, de Rachel Carson, qui ancre en elle l'idée que l'être humain est foncièrement mauvais. Malgré son statut de contre-révolutionnaire, ses connaissances en astrophysique lui valent par la suite d'intégrer la base scientifique de Côte Rouge, dont elle découvre rapidement l'objectif secret : émettre des messages dans l'espace pour découvrir des intelligences extraterrestres. Afin de tester son hypothèse selon laquelle le Soleil agit comme un gigantesque amplificateur d'ondes radio, Ye Wenjie envoie un jour l'un de ces signaux vers l'astre, sans incidence apparente dans un premier temps. Ce n'est que huit ans plus tard qu'elle reçoit une réponse : un extraterrestre pacifiste lui enjoint de ne pas émettre de nouveau signal, faute de quoi son espèce pourra localiser et envahir la Terre. Ayant perdu toute foi en l'humanité, Ye Wenjie diffuse un message les invitant à venir : sa civilisation, explique-t-elle, est incapable de surmonter ses problèmes et a besoin de leur intervention.
Les extraterrestres vivent sur la planète Trisolaris, qui orbite de façon chaotique autour des trois étoiles d'Alpha du Centaure. Pour survivre aux cataclysmes climatiques et aux risques d'effondrement gravitationnel qui affectent leur monde, ils lancent une flotte à la conquête de la Terre : quatre siècles seront nécessaires à leurs vaisseaux pour parcourir la distance entre les deux planètes. Dans l'intervalle, Ye Wenjie, seule à connaître leur existence, s'allie au magnat antispéciste Mike Evans pour créer l'Organisation Terre-Trisolaris (OTT), dont les membres, adorateurs des Trisolariens, préparent leur venue en noyautant les hautes sphères de la société. Pour attirer de nouveaux adeptes, ils créent notamment le jeu vidéo des Trois Corps, une simulation en réalité virtuelle du monde de Trisolaris truffée de références historiques et culturelles humaines.
Au début du XXIe siècle, le chercheur en nanotechnologies Wang Miao est recruté par un état-major international pour enquêter sur une série de suicides touchant le monde scientifique. Ses investigations, conduites avec l'aide du physicien Ding Yi et du policier Shi Qiang, l'amènent à découvrir le jeu des Trois Corps, puis l'OTT, qu'il parvient à infiltrer. Il apprend alors que les suicides sont causés par les Trisolariens : ceux-ci, capables de transformer des protons en superordinateurs — les intellectrons —, en ont envoyé plusieurs sur Terre pour espionner l'humanité et déstabiliser les expériences de physique fondamentale, propageant désespoir et pensées suicidaires parmi les scientifiques. À l'issue de l'enquête, Ye Wenjie est arrêtée. Le navire où sont retranchés Mike Evans et ses séides est ensuite découpé par des nanofilaments conçus par Wang Miao, ce qui permet de récupérer les messages envoyés à l'OTT par Trisolaris. Ceux-ci révèlent l'autoritarisme de la société trisolarienne, entièrement tournée vers la survie de la civilisation, loin des rêves de paix et d'harmonie de Ye Wenjie et de ses camarades.
À la fin du roman, Ye Wenjie assiste à son dernier coucher de soleil, qu'elle assimile au « crépuscule des hommes ».

### Tome 2:La Forêt sombre
Face au verrouillage des progrès en science fondamentale et à l'espionnage intégral de la planète par les intellectrons, la dernière arme des Terriens réside dans le secret de leurs pensées. Ce constat conduit au lancement du programme Colmateur : l'humanité charge quatre stratèges, les « Colmateurs », d'élaborer et de mettre en œuvre des plans pour sauver l'humanité. Ces plans doivent paraître déroutants et indéchiffrables afin d'en cacher la véritable finalité à Trisolaris. En réponse, les membres restants de l'OTT nomment des « Fissureurs » chargés de percer à jour les intentions des Colmateurs. La première stratégie ainsi « fissurée » est celle de Frederick Taylor, ex-secrétaire à la Défense des États-Unis, qui, profondément désespéré de l'humanité, projetait d'anéantir à la fois les flottes spatiales humaine et trisolarienne. Accablé, Taylor se suicide. L'OTT décrypte ensuite le plan du président vénézuélien Manuel Rey Diaz, qui consiste à menacer Trisolaris de détruire le système solaire par une réaction en chaîne impliquant des bombes H — Rey Diaz meurt lynché après cette révélation —, puis celui du neurobiologiste britannique Bill Hynes,, qui, convaincu que l'humanité ne pourra jamais vaincre l'ennemi, a mis au point un appareil permettant d'ancrer cette croyance dans l'esprit des forces spatiales terriennes.

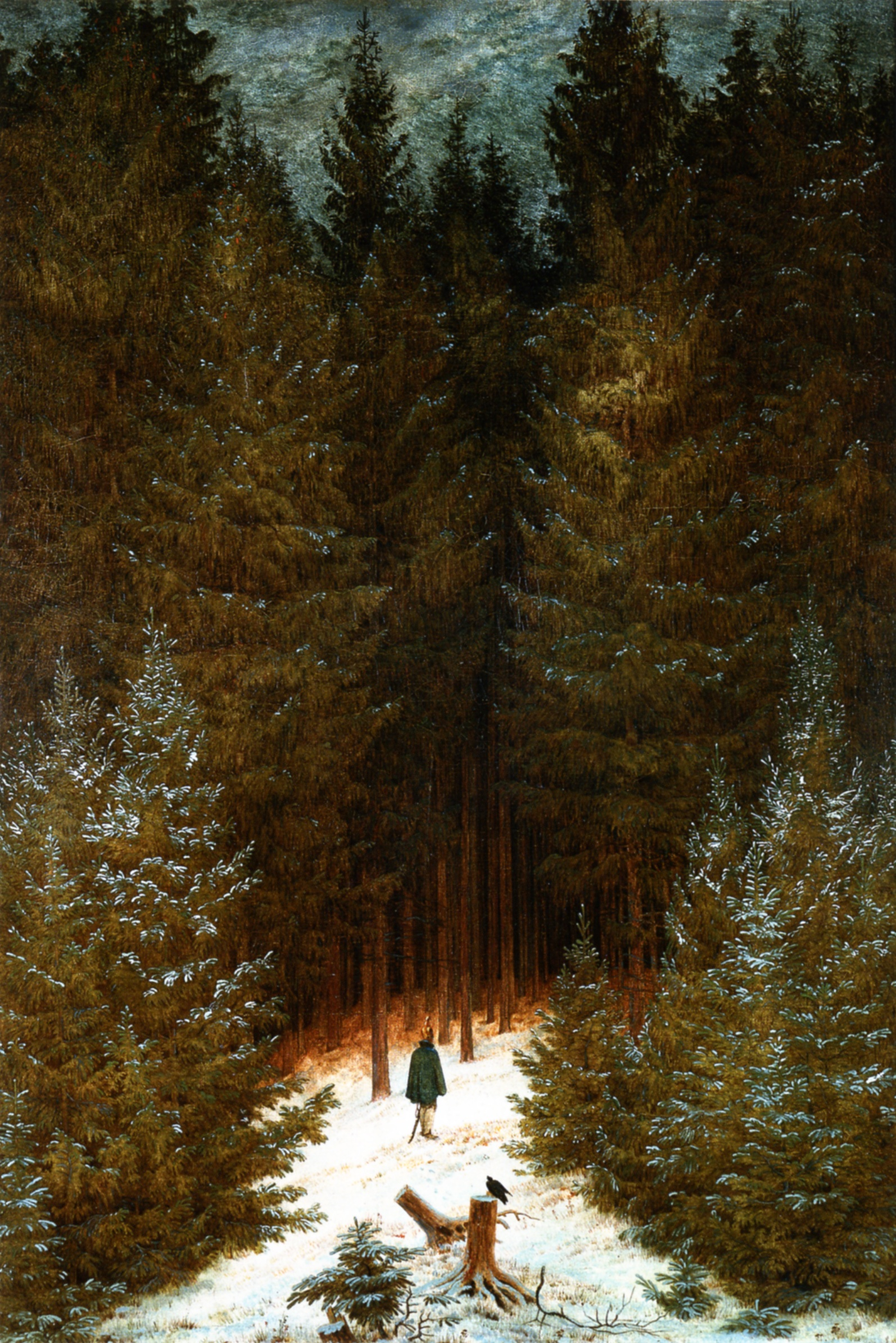
Selon la théorie de la forêt sombre, chaque civilisation est un chasseur armé d'un fusil (Caspar David Friedrich, Le Chasseur dans la forêt).

Le dernier Colmateur est l'universitaire irresponsable Luo Ji, dont la particularité est d'avoir rencontré Ye Wenjie peu de temps avant sa mort,. Celle-ci lui a alors confié ses réflexions sur une nouvelle discipline, la « cosmosociologie », qui étudierait les interactions entre civilisations dans l'Univers sur la base de quelques axiomes. Peu enclin à accepter la charge de Colmateur, Luo Ji profite dans un premier temps des ressources mises à sa disposition pour mener une existence fastueuse et trouver la femme de sa vie. Pour le rappeler à sa mission, cette dernière accepte de se faire hiberner avec leur fille jusqu'à la bataille finale, comme le permettent les quelques progrès techniques réalisés par l'humanité. Désormais motivé pour accomplir sa tâche, Luo Ji se remémore sa conversation avec Ye Wenjie et développe secrètement la théorie de la forêt sombre : l'Univers étant peuplé d'une multitude de civilisations potentiellement hostiles, si l'une d'elles voit ses coordonnées révélées, elle s'expose à être détruite par une autre. Pour tester cette hypothèse, Luo Ji fait diffuser dans l'espace les coordonnées d'un système stellaire lointain, puis entre en hibernation jusqu'à ce que des effets soient observés sur ce système. L'hibernation est également utilisée pour envoyer dans le futur l'officier de marine Zhang Beihai, chantre de la victoire finale, afin d'aider à l'édification de la flotte spatiale terrienne.
Au réveil de Luo Ji, 185 ans plus tard, d'immenses progrès techniques — dans les limites du verrouillage de la recherche fondamentale par les intellectrons — ont permis à l'humanité de vivre dans le confort et la confiance, tandis que le système solaire est sillonné de vaisseaux spatiaux attendant de pied ferme les Trisolariens. Zhang Beihai, également réveillé et chargé du commandement de l'un d'eux, fait contre toute attente acte de désertion en lançant son vaisseau, le Sélection naturelle, dans l'espace interstellaire : il s'avère qu'il a toujours considéré la bataille comme perdue d'avance pour la Terre, et considère la fuite comme le seul choix raisonnable. Les faits lui donnent par la suite raison : une sonde trisolarienne en forme de gouttelette, première d'une série de dix appareils envoyés par l'ennemi, provoque à elle seule l'anéantissement de la flotte spatiale terrienne. Seuls quelques vaisseaux survivent en s'échappant dans l'espace, à l'instar du Sélection naturelle : se trouvant en situation de concurrence, ils n'ont d'autre choix que de s'entre-attaquer, tuant Zhang Beihai et ne laissant que deux vaisseaux rescapés.
L'objectif premier de la sonde est toutefois de brouiller toute nouvelle diffusion de coordonnées spatiales de la part des Terriens : en effet, le système stellaire visé par Luo Ji a été détruit, validant sa théorie de la forêt sombre. Si la Terre exposait à l'Univers la position de Trisolaris, celle-ci serait en danger. Pour contourner le blocage, Luo Ji se lance dans un projet sans lien apparent, à savoir la mise en place de milliers de bombes autour du système solaire. Au dernier moment, il révèle que ces bombes ont été disposées de façon que la lumière de leur détonation transmette les coordonnées trisolariennes ; ce faisant, celles de la Terre seraient aussi diffusées, conduisant à une destruction mutuelle assurée. Forcés à la négociation, les Trisolariens acceptent de retirer leurs sondes, de lever le verrouillage de la recherche par les intellectrons, de partager leurs connaissances avec l'humanité et de l'aider à construire un système de transmission de signaux plus efficace.

### Tome 3:La Mort immortelle
Le début du roman fait revenir l'action au XXIe siècle, où Yun Tianming, malade en phase terminale ayant reçu une importante somme d'argent, souscrit à un programme de l'ONU permettant d'acquérir des étoiles pour financer les défenses spatiales terriennes. Il achète l'étoile DX3609 et l'offre à l'ingénieure en aérospatiale Cheng Xin, une ancienne camarade d'université dont il est secrètement amoureux. Celle-ci travaille pour l'Agence de renseignement planétaire, un organe international dirigé par l'implacable Thomas Wade, dont le but est d'envoyer un espion vers la flotte trisolarienne — ou plus précisément son cerveau, dans l'espoir que les Trisolariens soient assez avancés pour reconstituer génétiquement son corps une fois à destination. Yun Tianming, qui se préparait à l'euthanasie, accepte que son cerveau soit utilisé pour ce programme. Après l'envoi de l'organe dans l'espace, Cheng Xin entre en hibernation. Elle est réveillée 264 ans plus tard par l'ONU, qui négocie avec elle la cession en tant que biens communs des deux planètes découvertes autour de DX3609. Elle apprend alors l'échec du programme d'espionnage, le contact avec la sonde contenant le cerveau de Yun Tianming ayant été perdu. Avec l'argent versé pour la cession des planètes, Cheng Xin fonde une entreprise de construction spatiale : elle y est secondée par la jeune astronome 艾AA, avec qui elle se lie bientôt d'amitié,.

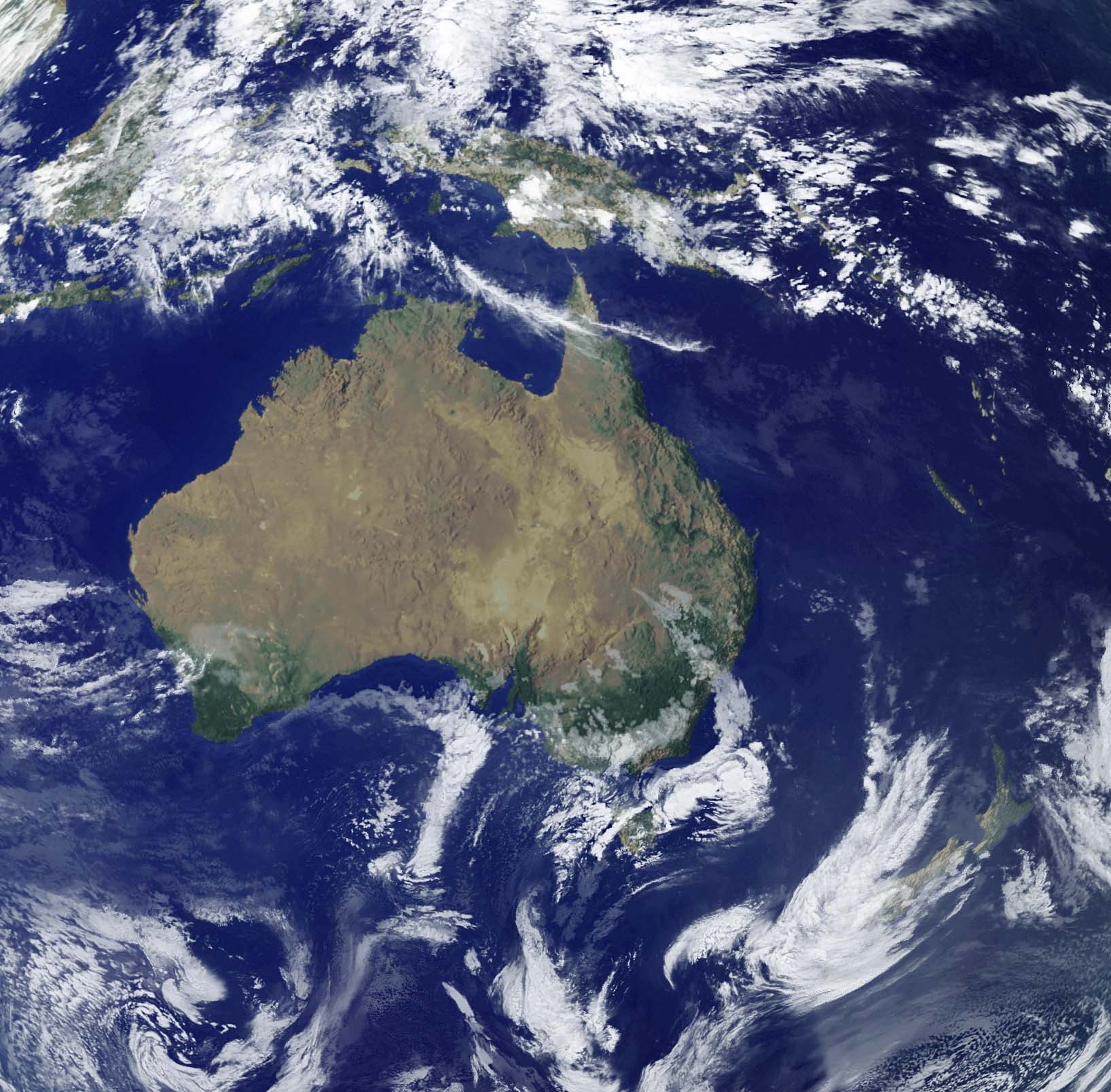
L'Australie, éphémère terre d'exil de l'humanité.

Cela fait alors 54 ans que Luo Ji exerce la fonction de « Porte-épée », c'est-à-dire de responsable du bouton pouvant diffuser à tout moment les coordonnées de Trisolaris dans l'espace par émission d'ondes gravitationnelles. Grâce à l'équilibre de dissuasion qu'il a instauré, les contacts pacifiques entre les deux civilisations se sont multipliés : les Trisolariens ont même utilisé la technologie des intellectrons pour se doter d'une ambassadrice gynoïde, Intellectra, capable de transmettre instantanément des messages aux Terriens. C'est dans ce contexte que l'humanité doit choisir un successeur à Luo Ji : la sympathie grandissante de l'opinion publique envers les Trisolariens mène à la nomination de Cheng Xin, remarquée pour sa bonté et son empathie. Devinant qu'elle n'aura pas la force d'appuyer sur le bouton condamnant les deux mondes, Trisolaris ordonne immédiatement à ses sondes d'annihiler les émetteurs d'ondes gravitationnelles de la Terre. Désormais démunis face aux attaques trisolariennes, les Terriens sont forcés à migrer en masse vers l'Australie sans aucune technologie moderne, scellant un inévitable effondrement de leur population, tandis que le reste de la planète est réservé à l'ennemi — qui n'est plus qu'à quelques années de voyage du système solaire. Ce plan est finalement rendu caduc par le vaisseau spatial Gravité, qui possède son propre émetteur d'ondes gravitationnelles : ayant échappé à la destruction par les sondes trisolariennes, il diffuse dans l'espace les coordonnées de Trisolaris, exposant du même coup celles de la Terre et rendant inéluctable la destruction des deux planètes.
Les Trisolariens mettent fin à leur projet de colonisation de la Terre et réorientent leur flotte vers l'espace intersidéral. Quelques années plus tard, leur planète-mère est détruite par une force tierce de nature inconnue. Dans l'intervalle, ils révèlent qu'ils ont récupéré Yun Tianming. Autorisé à parler à Cheng Xin sous leur surveillance, celui-ci narre trois contes renfermant des informations métaphoriques sur la propulsion spatiale par courbure de l'espace-temps, dont l'humanité pourrait se servir pour construire des vaisseaux à vitesse luminique lui permettant de s'échapper, et la technologie du « champ noir », qui pourrait isoler le système solaire de son Univers hostile par une réduction locale de la vitesse de la lumière,. Avec l'appui de Cheng Xin, Thomas Wade, qui a également traversé les siècles, met sur pied un programme de recherches sur les vaisseaux luminiques, mais l'ancienne Porte-épée y met fin pour éviter une guerre avec les autorités, qui ont interdit préventivement le développement de tels vaisseaux,. L'humanité préfère se réfugier dans des cités spatiales, les « bunkers », bâties derrière les géantes gazeuses afin de survivre à une éventuelle explosion du Soleil. Retournée en hibernation, Cheng Xin est réveillée une ultime fois un demi-siècle plus tard : le système solaire a finalement été attaqué, non par explosion solaire, mais par bidimensionnalisation au moyen d'une membrane qui aplanit tout ce qu'elle touche.

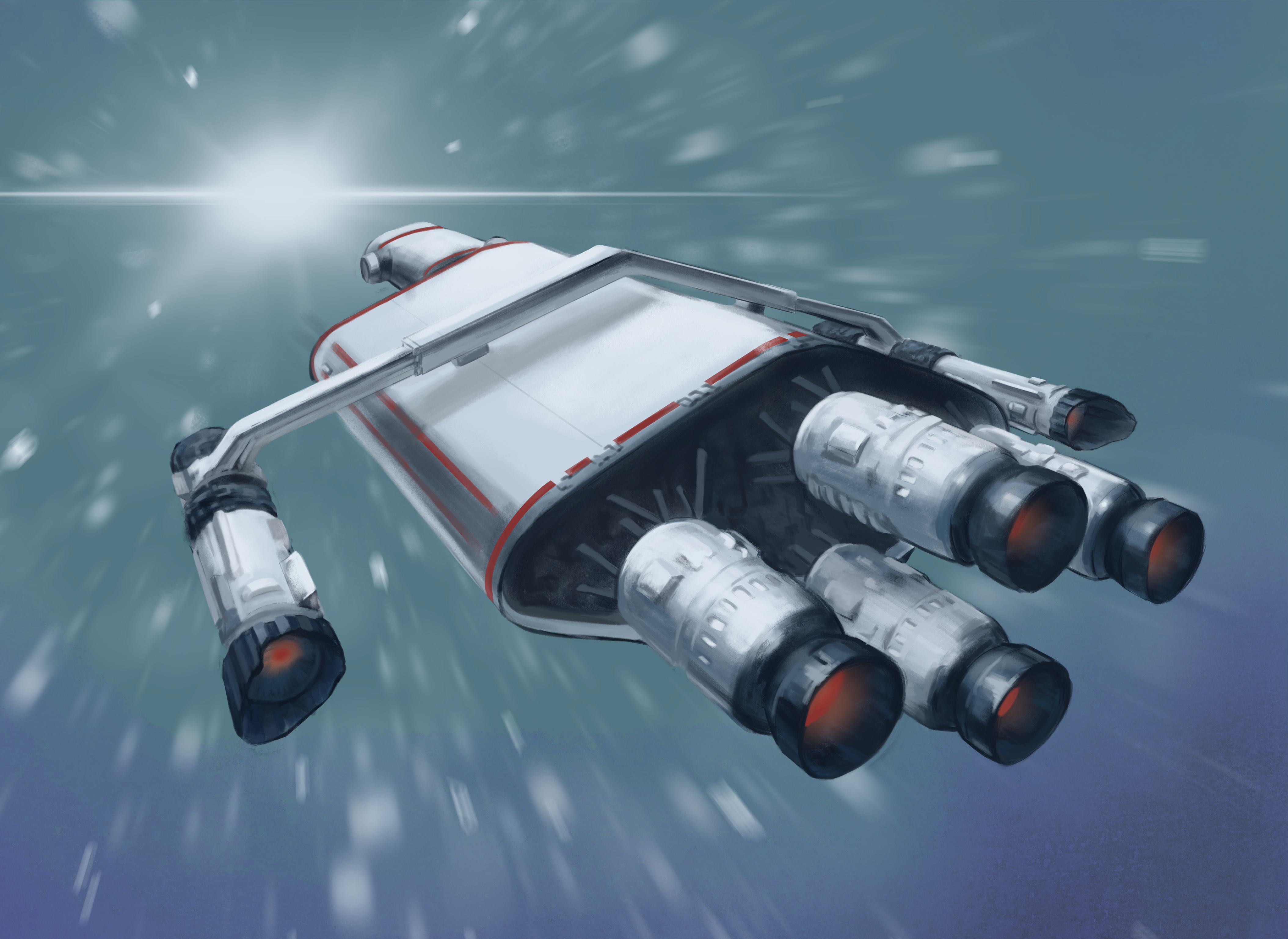
Vue d'artiste d'un vaisseau spatial propulsé par courbure de l'espace-temps.

Avant l'effondrement final, Cheng Xin apprend du désormais très âgé Luo Ji, reclus sur Pluton au milieu de vestiges culturels humains, qu'elle peut s'échapper au moyen du vaisseau luminique Halo, développé clandestinement durant son hibernation. Pendant que l'ex-Colmateur contemple l'effondrement bidimensionnel du système solaire, Cheng Xin fuit donc avec 艾AA en direction de DX3906. Elle y rencontre Guan Yifan, membre de l'un des vaisseaux partis dans l'espace durant le second tome. Celui-ci lui apprend, d'une part, que les équipages de ces vaisseaux ont réussi à essaimer dans la Voie lactée, et d'autre part, que ce que vient de subir le système solaire n'est que l'une des facettes d'une vaste lutte cosmique utilisant les lois de la physique comme armes : l'Univers originel, beaucoup plus riche et complexe, comptait dix dimensions spatiales au niveau macroscopique, mais les conflits entre civilisations avancées ont fait chuter ce chiffre à trois, et cette chute est appelée à se poursuivre jusqu'à la fin de l'Univers. Dans la dernière partie du roman, Guan Yifan et Cheng Xin attendent cette fin dans un mini-univers offert par Yun Tianming, sous la supervision d'Intellectra : se réfugier dans de tels microcosmes est devenu courant pour les espèces technologiquement supérieures. Toutefois, les deux Terriens reçoivent un jour un message de la part d'un consortium de civilisations : les détenteurs de mini-univers sont invités à les quitter et à en restituer le contenu à l'Univers principal, faute de quoi la masse de celui-ci sera insuffisante pour le faire s'effondrer puis renaître. Afin d'éviter la mort thermique de l'Univers, Cheng Xin et ses comparses décident d'obtempérer et regagnent le vaste monde à bord d'un vaisseau spatial.
Le roman se conclut sur une description du petit système écologique fermé qu'ils laissent derrière eux, illuminé par les rayons du soleil artificiel éclairant le mini-univers.

## Historique de publication

### Version originale

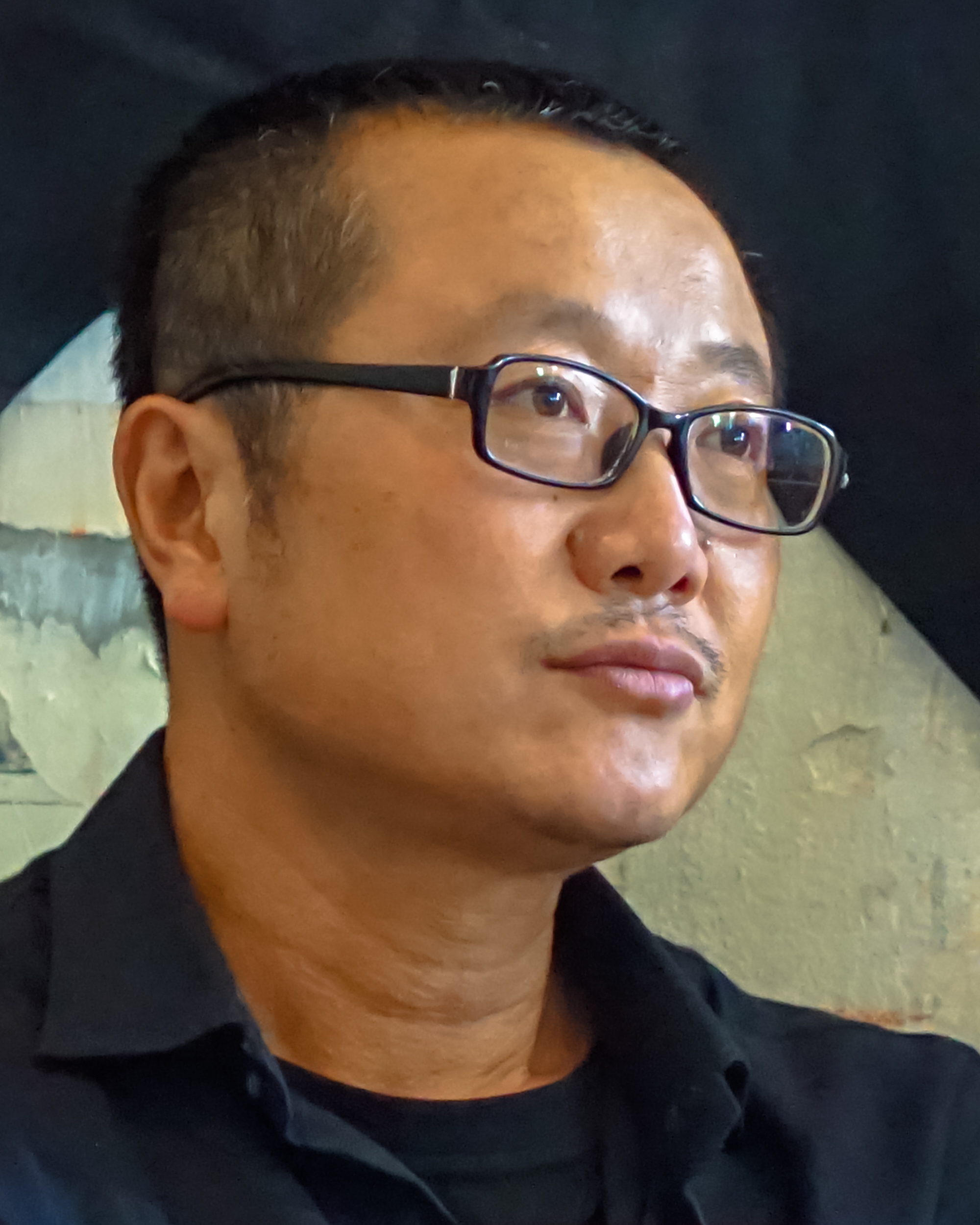
Liu Cixin en 2015.

Le Problème à trois corps (三体, Sān tǐ) paraît d'abord en 2006 sous forme de roman-feuilleton dans la revue chinoise Le Monde de la science-fiction,. Celle-ci, l'une des revues littéraires les plus lues en Chine, a déjà publié plusieurs œuvres de Liu Cixin, dont sa première nouvelle Le Chant de la baleine (1999), ce qui lui a permis de se constituer un cercle d'admirateurs. Avant 2006, l'auteur privilégie les œuvres courtes, mais il reçoit de nombreuses lettres de lecteurs lui suggérant d'écrire un roman plus long, ce qu'il décide de faire après la parution de la nouvelle Montagne en janvier 2006. Première et unique œuvre de cette envergure à être publiée en feuilleton dans Le Monde de la science-fiction, Le Problème à trois corps est très favorablement accueilli par le lectorat de la revue. Face à l'enthousiasme suscité par le roman, la maison d'édition Chóngqìng chūbǎnshè, basée à Chongqing, le fait paraître en librairie au début de l'année 2008. La version de 2008 diffère de celle de 2006 par le positionnement de certains passages : là où le feuilleton du Monde de la science-fiction s'ouvrait sur la persécution de Ye Wenjie durant la révolution culturelle, cet épisode est déplacé vers les chapitres 7 à 9 du roman publié, qui commence désormais avec les aventures de Wang Miao. Cette décision éditoriale a pu être analysée comme un acte d'autocensure visant à éviter une proéminence trop marquée de la révolution culturelle dans l'intrigue, : bien que cette période historique ne soit pas particulièrement censurée en Chine — sauf en ce qui concerne le passé des hauts gradés chinois et de leurs familles —, la publication du feuilleton initial en 2006 a coïncidé avec l'anniversaire de la révolution culturelle, ce qui aurait incité l'éditeur à la prudence vis-à-vis des autorités politiques.
Dans sa version remaniée, Le Problème à trois corps est un succès immédiat. Sa suite, La Forêt sombre (黑暗森林, Hēi'àn sēnlín), est publiée par le même éditeur quatre mois plus tard, en mai. En raison du caractère alors relativement confidentiel de la science-fiction dans le pays, la poursuite d'une telle série littéraire est conditionnée à sa réussite commerciale : celle-ci étant au rendez-vous pour le second tome, qui atteint les 10 000 exemplaires vendus en deux ans, Liu Cixin a toute latitude pour écrire le dernier volume, La Mort immortelle (永生死神, Yǒngshēng sǐshén), qui paraît en novembre 2010. Le grand retentissement de la trilogie, appréciée au-delà des seuls amateurs de science-fiction, conduit à la publication d'une édition taïwanaise par Owl Publishing Group à partir de 2011 : celle-ci reproduit le changement apporté à l'intrigue du premier tome dans sa version de 2008, qui devient la version dominante des marchés sinophones.

### Traductions

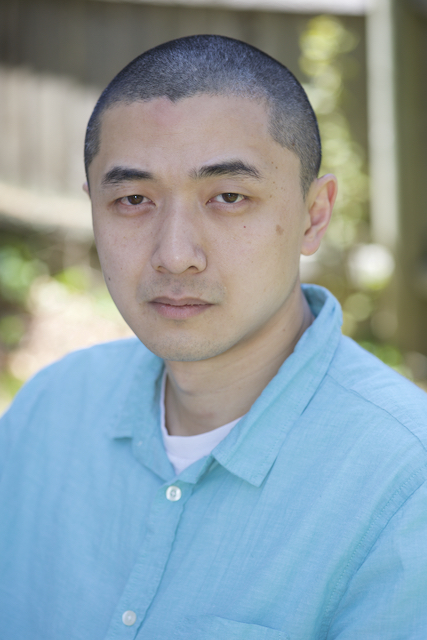
Ken Liu, traducteur anglophone du Problème à trois corps et de La Mort immortelle, en 2014.

À l'automne 2012, le groupe China Educational Publications Import and Export Corporation approche l'écrivain de science-fiction américain Ken Liu pour lui proposer de traduire Le Problème à trois corps. Ken Liu, né en Chine et sinophone natif, jouit alors d'une certaine reconnaissance dans le monde de la science-fiction américaine et a déjà traduit plusieurs nouvelles de science-fiction chinoises. Sa traduction du premier tome, The Three-Body Problem, est publiée en 2014 par Tor Books, un éditeur majeur des littératures de l'imaginaire aux États-Unis. Outre le rétablissement de quelques paragraphes présents dans le feuilleton de 2006, mais supprimés du roman de 2008, cette traduction restaure également la structure narrative originelle de l'œuvre, qui s'ouvre de nouveau sur l'histoire de Ye Wenjie durant la révolution culturelle. Le titre est également légèrement modifié : Sān tǐ, littéralement « les trois corps », devient Le Problème à trois corps, en référence à un problème de physique cherchant à décrire l'influence mutuelle de trois corps massifs sous l'effet de la gravitation.
Cette version anglophone, premier roman de science-fiction chinois à être publié aux États-Unis depuis 1949, connaît un vif succès et remporte le prestigieux prix Hugo. Dès lors, les traductions s'enchaînent : Tor Books publie The Dark Forest, traduction de La Forêt sombre par Joel Martinsen, en 2015, puis Death's End, traduction de La Mort immortelle par Ken Liu, en 2016. Entretemps, en octobre 2015, Le Problème à trois corps est présenté à la foire du livre de Francfort, où il attire l'attention des éditeurs européens. Dans les années suivantes, la trilogie, promue par deux organes officiels chinois, est traduite dans de nombreuses langues, souvent par des éditeurs reconnus : ainsi, la version française, œuvre de Gwennaël Gaffric, est publiée de 2016 à 2018 par Actes Sud, l'un des plus importants éditeurs littéraires français, tandis que la traduction allemande, assurée par les sinologues Martina Hasse et Karin Betz, est publiée de 2016 à 2019 par Heyne Verlag, le plus ancien éditeur allemand de science-fiction. Au total, les données de China Educational Publications Import and Export Corporation dénombrent 31 traductions de la série en mars 2021.

## Accueil

### Dans le monde chinois
Dès sa publication en Chine, la trilogie du Problème à trois corps remporte un immense succès, attirant un vaste lectorat au-delà des seuls amateurs de science-fiction. Avec 1,2 million d'exemplaires écoulés en 2014, elle est l'œuvre de science-fiction la plus vendue de tous les temps dans le pays. Selon un sondage publié par China Daily en 2021, elle occupe aussi le sixième rang du marché de la littérature au format papier pour l'année 2020, et le troisième rang au format numérique. Cet engouement suscite une multitude de commentaires sur l'Internet chinois, où un fandom se constitue sur presque tous les médias sociaux pour en analyser les implications civiques, sociales, éthiques et politiques. Plusieurs entrepreneurs du numérique, tels que Lei Jun (président de Xiaomi), Robin Li (président de Baidu), Zhou Hongyi (président de Qihoo 360) ou encore Ma Huateng (président de Tencent Holdings), déclarent ainsi y trouver un éclairage sur le monde du commerce et l'écosystème Internet, estimant par exemple que la théorie de la forêt sombre s'applique à l'industrie du numérique. Forte de cet écho, la trilogie sert de base à nombre de produits dérivés, dont des figurines, des tee-shirts, des jeux vidéo, des ouvrages de vulgarisation scientifique et des œuvres de fanfiction ; certaines d'entre elles, à l'instar du Problème à trois corps X de Baoshu (en), sont publiées à compte d'éditeur.

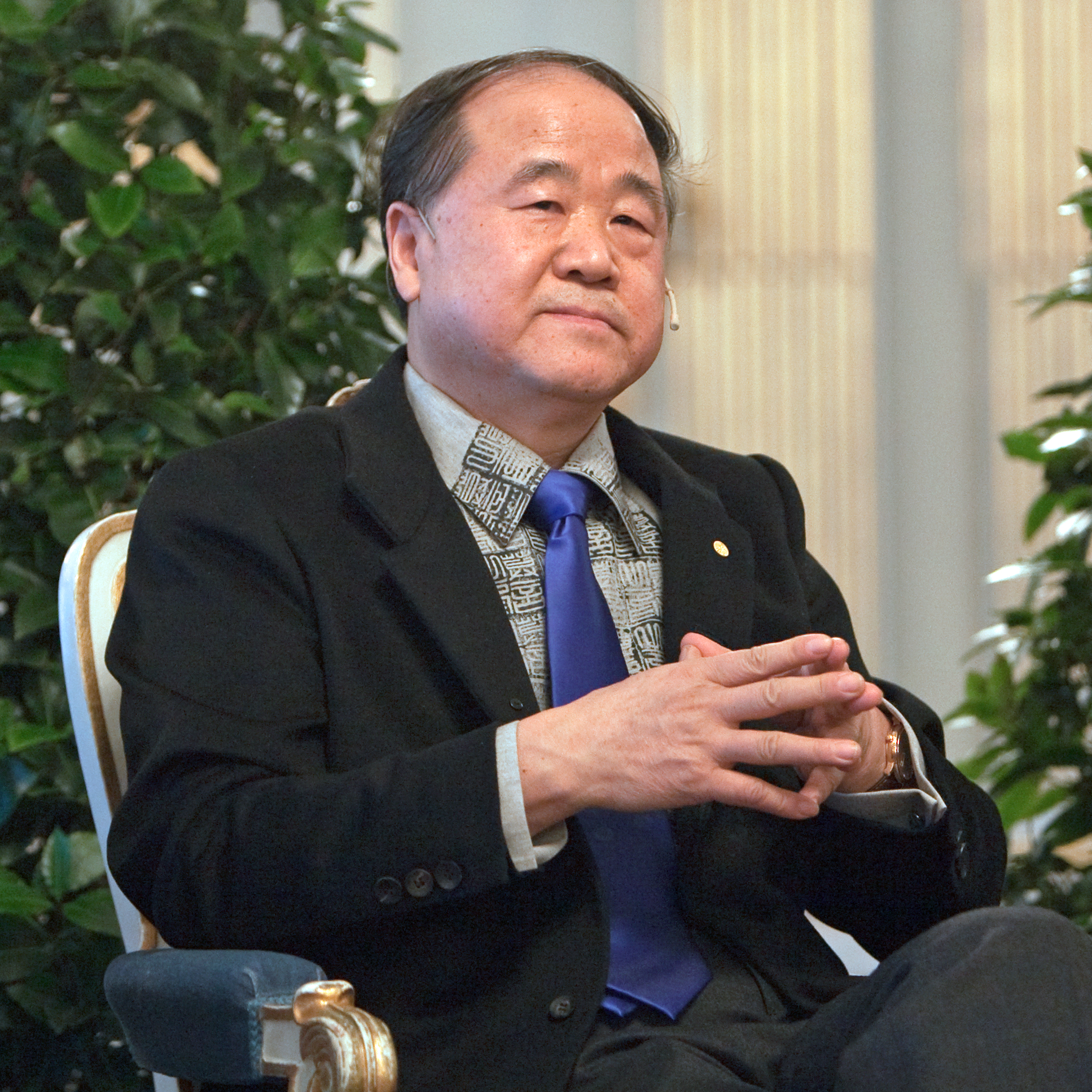
Mo Yan, prix Nobel de littérature et admirateur de la trilogie, en 2012.

La série des Trois Corps attire également l'attention des cercles littéraires. En-dehors du domaine science-fictionnel chinois, sur lequel son influence est telle que de nombreux spécialistes parlent de science-fiction « pré-Trois Corps » et « post-Trois Corps », les qualités de l'œuvre sont reconnues par d'éminents intellectuels sinophones, tels que Mo Yan, prix Nobel de littérature 2012, ou David Der-wei Wang (en), influent professeur de littérature chinoise à l'université Harvard. C'est toutefois en 2015, après avoir obtenu le prix Hugo (surnommé le « prix Nobel de la science-fiction »), que la série des Trois Corps connaît un retentissement de grande ampleur dans les médias chinois. Comme lors de l'attribution du prix Nobel de littérature à Mo Yan en 2012, elle fait l'objet d'un discours nationaliste vantant la consécration de la littérature chinoise à l'étranger. Le Quotidien du peuple annonce ainsi :

« L'écrivain chinois Liu Cixin vient de remporter la plus haute distinction internationale pour une œuvre de science-fiction. Cet événement met à n'en pas douter fin à une attitude discriminatoire qui déniait l'existence en Chine d'un terreau fertile pour la science-fiction. En réalité, la « science-fiction » existe en Chine depuis l'Antiquité — bien que naturellement pas au sens actuel de « science-fiction ». […] Ce succès nous montre bien que la morale, la culture et l'esprit traditionnels chinois constituent non pas un obstacle, mais une caverne de trésors pour la création science-fictionnelle. La « cosmosociologie » dont il est question dans les romans de Liu Cixin ne porte-t-elle pas précisément l'empreinte de la pensée traditionnelle chinoise ? La Chine possède un privilège unique […] : une culture plusieurs fois millénaire mais jamais négligée par ses habitants. »

Les Trois Corps se muent ainsi en une source de fierté nationale. Li Miao, auteur d'un livre de vulgarisation scientifique fondé sur la trilogie, place par exemple Liu Cixin dans la lignée d'Homère, de Dante, de Shakespeare et de James Joyce :

« Autrefois, qu'avait-on à répondre à l'Odyssée ? Le Rêve dans le pavillon rouge ; l'Enfer de Dante ? Le Rêve dans le pavillon rouge ; à Shakespeare ? Le Rêve dans le pavillon rouge ; À la recherche du temps perdu ? Le Rêve dans le pavillon rouge ; à Ulysse et Finnegans Wake ? Le Rêve dans le pavillon rouge ; au réalisme magique ? Le Rêve dans le pavillon rouge. […] Or, grâce à Liu Cixin, sous nos yeux, est en train de sortir de terre le mythe dont nous avions tant besoin. »

Désormais vendue comme le « roman d'un auteur qui a réussi à élever la science-fiction chinoise à un standard international », la trilogie est aussi considérée par certains analystes, tels l'universitaire Wu Yan, comme un possible vecteur de promotion de la culture nationale et du « rêve chinois » (slogan politique de Xi Jinping renvoyant à une grandeur passée de la Chine qu'il faudrait restaurer). Les autorités chinoises promeuvent depuis la production science-fictionnelle nationale comme outil de leur soft power.

### À l'étranger
La réception critique de la trilogie en Occident est initialement partagée : lors de la parution en anglais du Problème à trois corps, certains avis déplorent des personnages « plats » et des intrigues « sous-développées », mais la majorité des critiques louent le suspense et l'imaginativité de l'œuvre. Celle-ci suscite un intérêt à la fois dans les médias spécialisés et dans la presse généraliste : des entretiens exclusifs avec l'auteur sont ainsi publiés dans des journaux de référence comme Der Spiegel, Le Monde, The Guardian ou le New York Times. De façon générale, l'accueil réservé à la trilogie en Occident est marqué par une lecture à tendance orientalisante, : la plupart des chroniques qui lui sont consacrées mettent en exergue son pays d'origine dès leur titre et y cherchent des spécificités chinoises qui la distingueraient de la science-fiction occidentale,. Interrogé à ce sujet par la National Public Radio en 2015, Liu Cixin déclare espérer « qu'un jour, les lecteurs américains achèteront et liront de la science-fiction chinoise car c'est de la science-fiction, pas parce que c'est chinois »,.
Dans les librairies occidentales, la trilogie du Problème à trois corps est un succès commercial : le cumul de ses ventes hors de Chine jusqu'en 2020 est estimé à plus d'1,5 million d'exemplaires. Son lecteur le plus connu est probablement Barack Obama, qui fait publiquement l'éloge de son inventivité et de sa portée cosmique. Selon la légende, après avoir lu le premier tome, il aurait fait transmettre à Liu Cixin une demande de traduction en anglais des volumes suivants : à la lecture de ce message, rédigé en langue anglaise, l'auteur l'aurait pris pour du courrier indésirable et l'aurait supprimé sans autre forme de procès. La véracité de cette anecdote reste à démontrer, mais il est avéré que l'administration du président a commandé à l'éditeur américain de la série plusieurs exemplaires de La Mort immortelle avant sa parution officielle. Outre cette réception positive au plus haut sommet de l'État américain, la trilogie est également recommandée par Mark Zuckerberg, président de Facebook, et par de grands noms des littératures de l'imaginaire anglophones, dont David Brin, Mike Resnick, Ben Bova, Kim Stanley Robinson et George R. R. Martin.

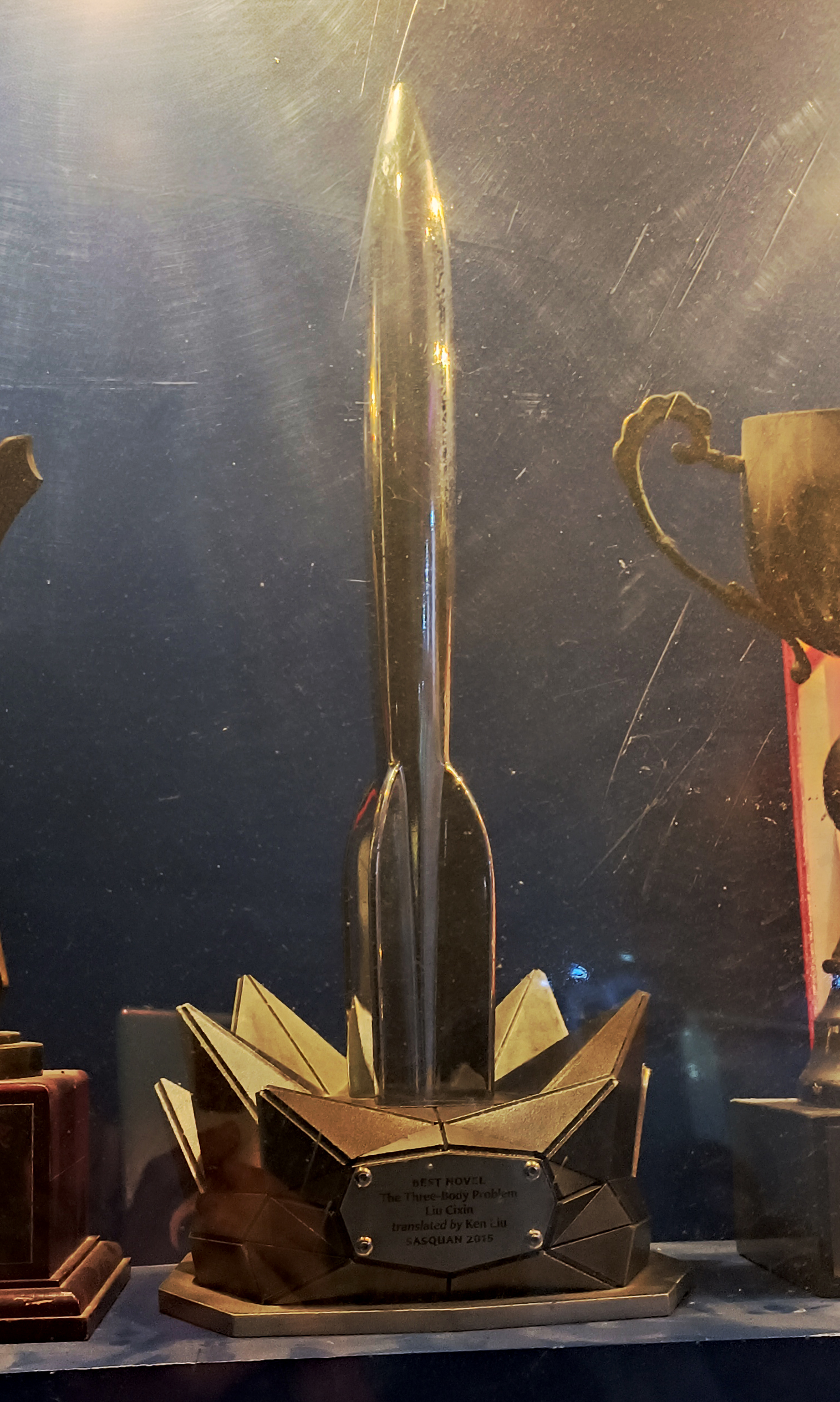
Trophée du prix Hugo 2015 du meilleur roman, attribué au Problème à trois corps.

Cette reconnaissance se traduit par l'obtention de nombreux prix littéraires dans plusieurs pays. Le premier d'entre eux, le prix Hugo du meilleur roman, est attribué au tome 1 en 2015 : Le Problème à trois corps devient ainsi la première œuvre non rédigée en anglais, ainsi que le premier roman asiatique, à remporter cette récompense, considérée comme la plus prestigieuse du monde de la science-fiction. La même année, la version anglophone, déjà nommée au prix Nebula en 2014, est finaliste du prix Locus du meilleur roman de science-fiction, nommée au prix Prometheus du meilleur roman, et finaliste du prix John-Wood-Campbell Memorial. En 2017, elle est également nommée au prix Canopus (en) pour l'excellence en écriture interstellaire. La Forêt sombre, quant à elle, est nommée en 2015 aux Goodreads Choice Awards, tout en figurant dans les listes des meilleures lectures de l'année du journal Kirkus Reviews et du Milwaukee Journal Sentinel. Elle est aussi incluse dans la liste du journal Kirkus Reviews et nommée aux Goodreads Choice Awards en 2016. Le dernier tome, La Mort immortelle est déclarée « meilleur livre de l'année » par la National Public Radio ; l'année suivante, elle cumule une nomination au prix Hugo du meilleur roman et une victoire au prix Locus du meilleur roman de science-fiction. Hors des États-Unis, Le Problème à trois corps est lauréat du prix Kurd-Lasswitz 2017, du prix Ignotus 2017 et du premio Italia (de) 2018 ; il est aussi nommé au grand prix de l'Imaginaire 2017 et remporte le prix Seiun 2020.

## Personnages principaux
La trilogie compte de nombreux personnages, dont les principaux sont Ye Wenjie, Wang Miao, Zhang Beihai, Luo Ji et Cheng Xin.

### Ye Wenjie

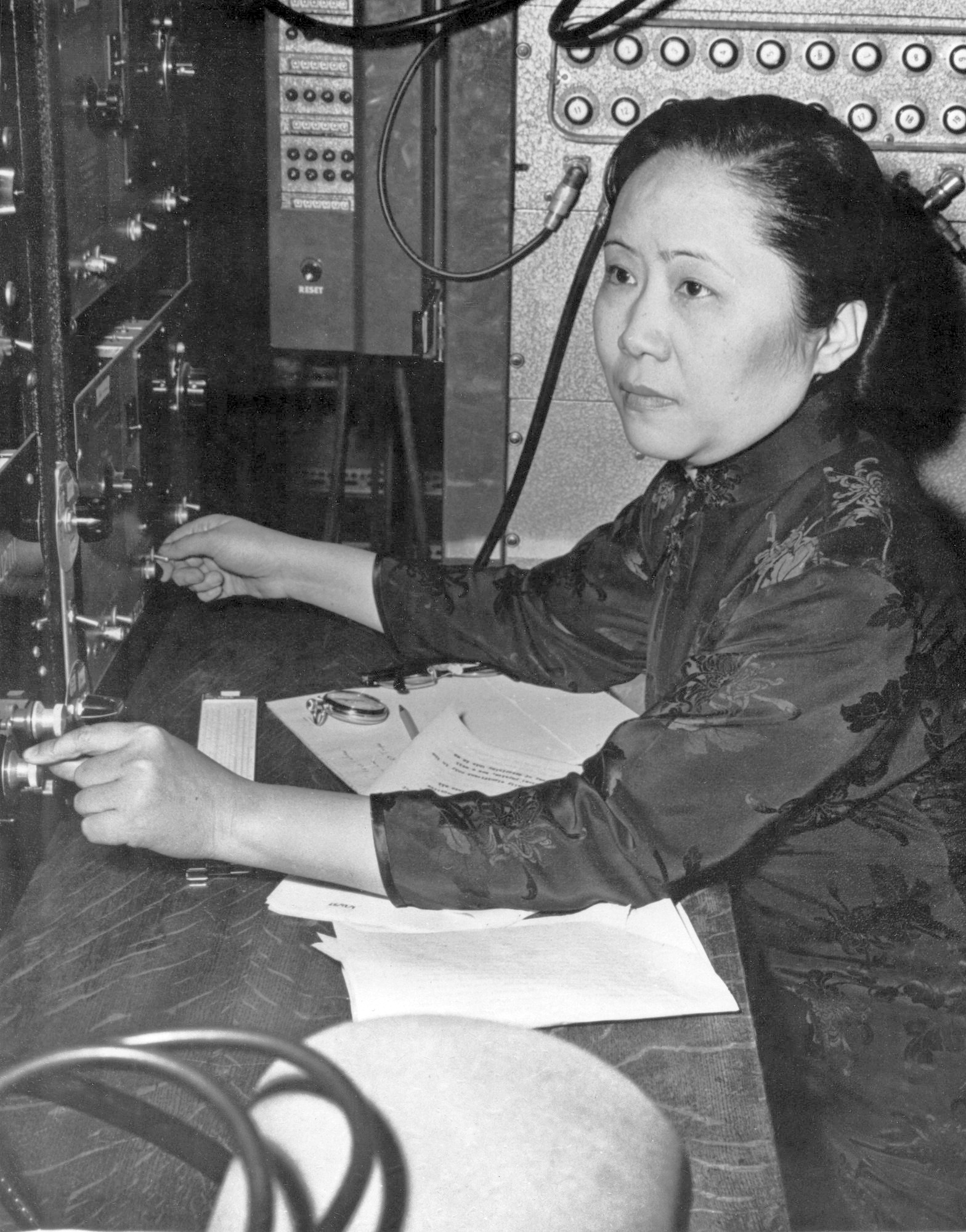
La physicienne Chien-Shiung Wu menant une expérience à l'université Columbia.

L'astrophysicienne Ye Wenjie (chinois simplifié : 叶文洁 ; pinyin : Yè Wénjié) est celle qui met en marche les événements narrés dans la trilogie : son histoire est d'ailleurs développée dès le commencement du Problème à trois corps, du moins dans sa version initiale de 2006 et dans les traductions internationales. Traumatisée par l'assassinat de son père physicien lors d'une violente séance de lutte, puis influencée par la lecture du Printemps silencieux de Rachel Carson, qui décrit les ravages causés à la nature par l'utilisation de pesticides, elle perd foi en la capacité de l'humanité à s'élever moralement par ses propres moyens. Par la suite, alors qu'elle participe à un programme secret de recherche d'intelligence extraterrestre, elle établit le premier contact avec la civilisation trisolarienne, qu'elle invite à envahir la Terre pour résoudre les problèmes de ses habitants,. Après avoir cofondé l'Organisation Terre-Trisolaris, qui a pour but de préparer la venue des Trisolariens, elle finit néanmoins par comprendre que ceux-ci, comme toutes les civilisations de l'Univers, ne sont pas mus par une moralité supérieure, mais par une perpétuelle lutte contre les autres pour leur survie. Elle meurt désabusée à la fin du premier tome, non sans avoir transmis les fondements de sa vision à Luo Ji, protagoniste du second volume.
Par ses actions, Ye Wenjie joue un rôle clef dans l'intrigue de la trilogie : c'est elle qui, mue par l'espoir de transfigurer l'humanité, amène Trisolaris à se lancer à l'assaut de la Terre. Son invitation aux extraterrestres repose sur un utopisme teinté de cynisme et d'amertume : l'humanité ne peut surmonter ses propres maux, mais une espèce technologiquement supérieure est forcément plus avancée moralement et à même de réformer les Terriens,. En ce sens, elle opère sur les Trisolariens un transfert de l'angoisse qu'elle éprouve envers ses semblables, nourrie par son expérience traumatisante de la révolution culturelle — qui fait écho à l'histoire personnelle de l'auteur, dont la famille a été persécutée par les autorités maoïstes. Malgré tout, Ye Wenjie est aussi la première à prendre conscience de la véritable nature des relations entre civilisations interstellaires, et ce sont ses réflexions sur la « cosmosociologie » qui conduisent Luo Ji à élaborer sa théorie de la forêt sombre. À travers ce personnage complexe, Liu Cixin souligne des contradictions qu'il attribue à l'humanité dans son ensemble : prompte à attribuer les pires intentions à ses congénères, elle fait preuve d'un idéalisme naïf dès lors qu'il s'agit de concevoir des extraterrestres intelligents, souvent imaginés comme des êtres empreints de noblesse et de bonté.

### Wang Miao
Wang Miao (汪淼, Wāng Miǎo) est le personnage central du premier tome. Chercheur en nanomatériaux, il est engagé par un consortium international de scientifiques, de militaires et de personnalités politiques pour enquêter sur une vague de suicides et de morts inexpliquées dans la communauté scientifique,. Au fil de ses investigations, il découvre les Trois Corps, un jeu en réalité virtuelle se déroulant sur une planète soumise à des catastrophes climatiques aléatoires du fait de sa rotation autour de trois soleils. Ayant montré sa compréhension du problème à N corps qui régit ce monde, Wang Miao est invité à rejoindre l'Organisation Terre-Trisolaris, où il apprend l'existence des Trisolariens et leur inéluctable arrivée. Grâce à son infiltration, l'organisation est démantelée et les messages trisolariens en sa possession sont récupérés, révélant à l'humanité les plans des extraterrestres.

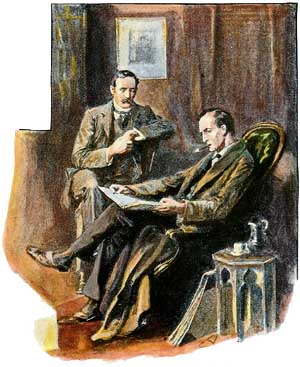
Sherlock Holmes et le docteur Watson dans La Maison vide (illustration de Sidney Paget).

Le rôle de Wang Miao est avant tout intellectuel : c'est par lui que le lectorat découvre les éléments de l'intrigue du Problème à trois corps — plus encore dans la version chinoise de 2008, qui déplace l'histoire de Ye Wenjie dans le corps du roman et adopte d'emblée le point de vue de Wang Miao. Le chercheur en nanomatériaux s'apparente à un détective qui doit résoudre les énigmes qui se présentent à lui : sa relation avec le policier Shi Qiang, qui l'épaule dans son enquête, n'est pas sans rappeler celle qu'entretient le docteur Watson avec Sherlock Holmes (dont l'une des aventures, Une étude en rouge, est mentionnée dans le roman). Son immersion dans le monde virtuel des Trois Corps, qui occupe cinq chapitres et forme le principal arc narratif du livre, permet à l'auteur de décrire indirectement Trisolaris, qui n'est que peu dépeinte par ailleurs : grâce à ses connaissances scientifiques, Wang Miao y expose le problème à N corps, qui gouverne la structure du système trisolarien.
Enfin, il est aussi celui qui introduit un questionnement sur la nature de la réalité à travers l'analogie du sniper et du fermier, qui laissent supposer que les lois de l'Univers pourraient résulter de l'action d'êtres supérieurs (un sniper cosmique faisant des trous réguliers qui pourraient passer pour des phénomènes fondamentaux de l'Univers, ou un fermier engraissant ses dindes avant de les tuer sans que celles-ci n'imaginent que leur nourrissage à heure fixe soit autre chose qu'une loi de la nature). Cette analogie préfigure les découvertes de Luo Ji dans La Forêt sombre — il existe des civilisations pouvant détruire des mondes comme un fermier abat une dinde —, puis la destruction effective du système solaire dans La Mort immortelle.

### Luo Ji

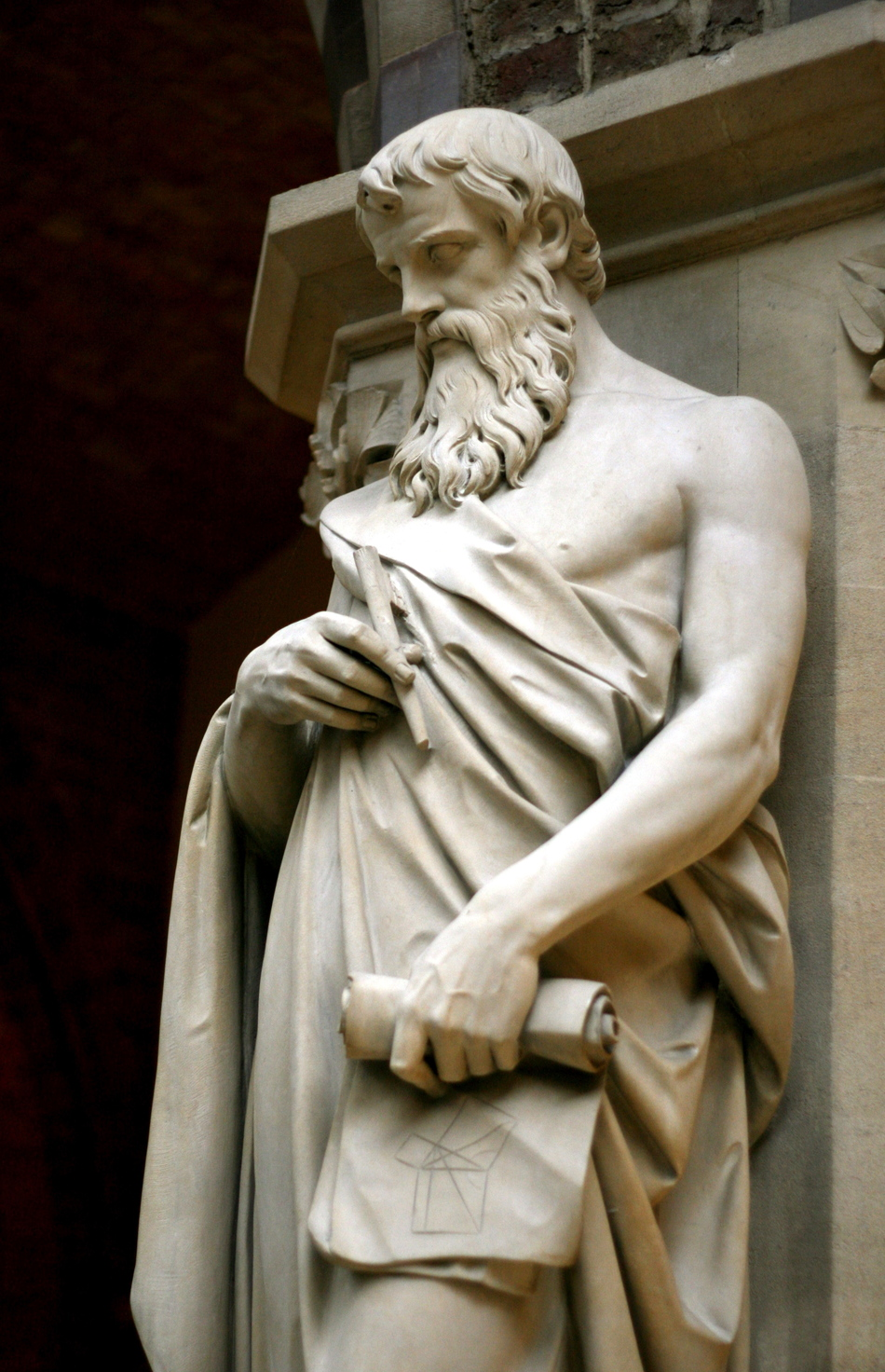
Luo Ji construit sa vision du monde à partir de prémisses euclidiennes (statue d'Euclide au musée d'histoire naturelle de l'université d'Oxford).

Luo Ji (罗辑, Luó Jí) est le protagoniste central du deuxième tome. Cynique aliéné au début de l'histoire — par sa volonté de ne pas avoir d'enfants, il s'estime dispensé de toute préoccupation envers la future invasion trisolarienne et le destin de l'humanité —, il voit sa vie bouleversée lorsqu'il devient l'un des quatre Colmateurs chargés d'élaborer des stratégies contre Trisolaris. Il profite d'abord des moyens qui lui sont alloués pour vivre dans l'opulence et trouver sa compagne idéale, Zhuang Yan, mais lorsque celle-ci se fait hiberner avec leur fille jusqu'à l'affrontement final, l'amour qu'il leur porte le pousse à trouver un moyen de sauver la Terre,. À partir des dernières réflexions de Ye Wenjie sur la cosmosociologie — les relations entre civilisations interstellaires —, il construit la théorie de la forêt sombre : l'Univers est une jungle hostile dans laquelle chaque civilisation qui voit ses coordonnées révélées court le risque d'être détruite préventivement par une autre,. C'est ainsi qu'il instaure un équilibre de dissuasion avec les Trisolariens : si ceux-ci attaquent la Terre, il diffusera les coordonnées de Trisolaris dans l'espace, assurant ainsi leur destruction.
Luo Ji devient ainsi le premier « Porte-épée », responsable du bouton commandant l'exécution de cette menace. Il assure cette fonction jusqu'au milieu du troisième tome, où il cède la place à Cheng Xin. Après que celle-ci ne se résout pas à actionner le bouton face à une attaque de sondes trisolariennes, qui empêche définitivement toute émission de coordonnées depuis la Terre, Luo Ji rejoint la poignée de combattants qui résiste à la migration forcée des humains vers l'Australie. La diffusion des coordonnées trisolariennes par le vaisseau spatial Gravité entraînant l'abandon de ce plan, Luo Ji se retire dans une réserve de biens culturels humains sur Pluton. Lors de la bidimensionnalisation finale du système solaire, il révèle à Cheng Xin qu'elle peut fuir grâce à son vaisseau luminique, puis passe ses derniers instants à contempler l'effondrement de son monde,.
Parmi les nombreux personnages de la trilogie, Luo Ji apparaît comme une figure héroïque : il est celui qui lutte pour sauver la civilisation terrienne de la menace extraterrestre. Cette posture résulte d'une évolution radicale : initialement pessimiste et inconséquent, il est transfiguré par la pureté de Zhuang Yan, et c'est avec sa disparition qu'il saisit pleinement la valeur de l'amour et de l'engagement. Son attitude est alors typiquement chevaleresque : pour sauver celle qu'il aime, il se consacre au combat contre l'ennemi trisolarien. Son arme dans ce combat est sa connaissance de la cosmosociologie, le fonctionnement de l'environnement interstellaire, qu'il déduit entièrement de quelques axiomes selon un raisonnement euclidien — comme le relève l'un des personnages, son nom est homophone du mot chinois 逻辑, luójí (« logique »). En cela, Luo Ji prend la suite de Wang Miao dans la révélation progressive de la noirceur de l'Univers. Il s'inscrit également dans la lignée de Ye Wenjie, qui, en plus de lui fournir les fondements de la cosmosociologie, utilise elle aussi la menace extraterrestre pour arriver à ses fins ; mais là où l'appel impulsif de Ye Wenjie aux Trisolariens met la Terre en péril, le recours réfléchi par Luo Ji au spectre d'une destruction tierce assure une paix temporaire aux deux mondes.

### Zhang Beihai

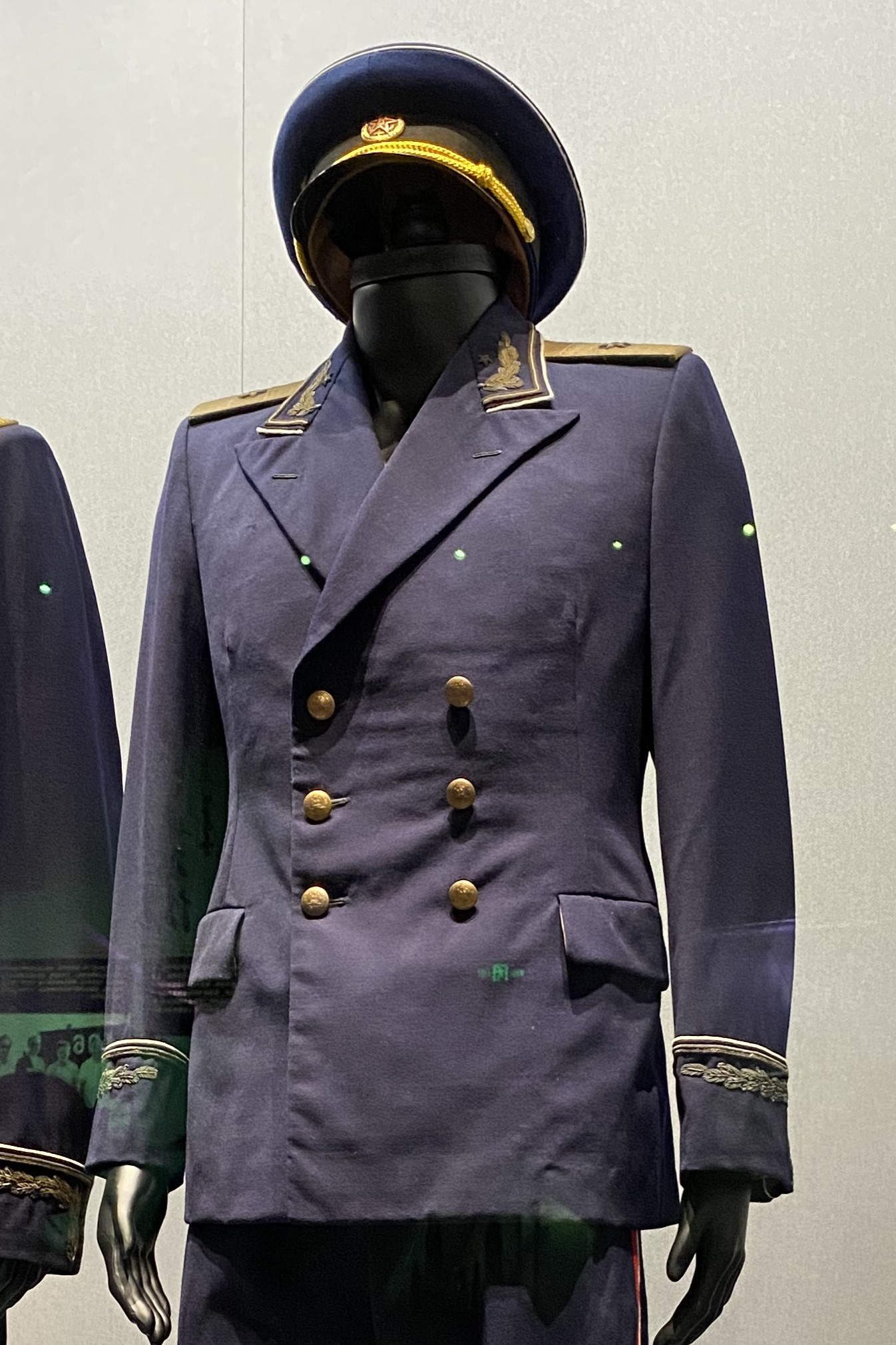
Uniforme de type 55 de la marine chinoise au musée de la marine de Qingdao.

Zhang Beihai (章北海, Zhāng Běihǎi) apparaît dans le deuxième tome. Officier de la marine chinoise, il est convaincu que l'humanité est condamnée si une partie de ses membres ne s'échappe pas du système solaire avant l'arrivée des Trisolariens. Pour atteindre cet objectif, il adopte un discours résolument optimiste quant à la victoire finale des Terriens contre l'envahisseur, ce qui le conduit à être envoyé en hibernation pour aider à la construction de la future flotte spatiale humaine. Une fois réveillé, il participe activement aux plans de bataille contre Trisolaris, mais au dernier moment, il fuit dans l'espace intersidéral à bord du vaisseau dont il a le commandement, le Sélection naturelle, laissant derrière lui la flotte spatiale être annihilée par la « gouttelette » trisolarienne. Quelques autres vaisseaux survivent en faisant le même choix, mais, incapables de deviner les intentions des autres, ils finissent par se tirer dessus dans une « bataille sombre » au cours de laquelle Zhang Beihai trouve la mort.
Au sein de la trilogie, le personnage de Zhang Beihai apparaît comme un survivaliste rationnel : il est prêt à toutes les actions qu'il estime nécessaire à la survie de l'humanité, aussi illégales ou immorales soient-elles. Sa volonté de fer le pousse à dissimuler ses véritables intentions pendant toute sa carrière avant de trahir sa flotte en fuyant avec son vaisseau. Ses décisions parfois brutales, qui préfigurent celles de Thomas Wade dans La Mort immortelle — il n'hésite pas à tuer des personnes dont il estime qu'elles freinent le développement technique humain —, s'inscrivent malgré tout dans un certain utopisme collectiviste : lorsque son vaisseau désormais livré à lui-même dans l'espace doit définir sa forme de gouvernement, Zhang Beihai rejette fermement l'idée d'une dictature militaire, tout en hésitant à adopter une organisation démocratique qu'il juge trop fragile dans un monde pouvant nécessiter le sacrifice de certains pour la survie du tout. Ce détachement face au sacrifice se manifeste jusqu'à sa propre fin : il accepte pleinement sa mort et celle de son équipage lorsqu'un autre vaisseau l'attaque pour disposer de leurs ressources, y compris de leur chair humaine, avant qu'il n'ait pu lui-même lancer l'offensive, déclarant simplement : « Ce n'est pas grave. Ça revient au même. » À la fois architecte d'une nouvelle civilisation, surhomme nietzschéen et figure prométhéenne se sacrifiant pour l'humanité, Zhang Beihai est admiré par de nombreux fans de la trilogie, qui lui donnent le titre de « sentinelle de l'humanité ».

### Cheng Xin

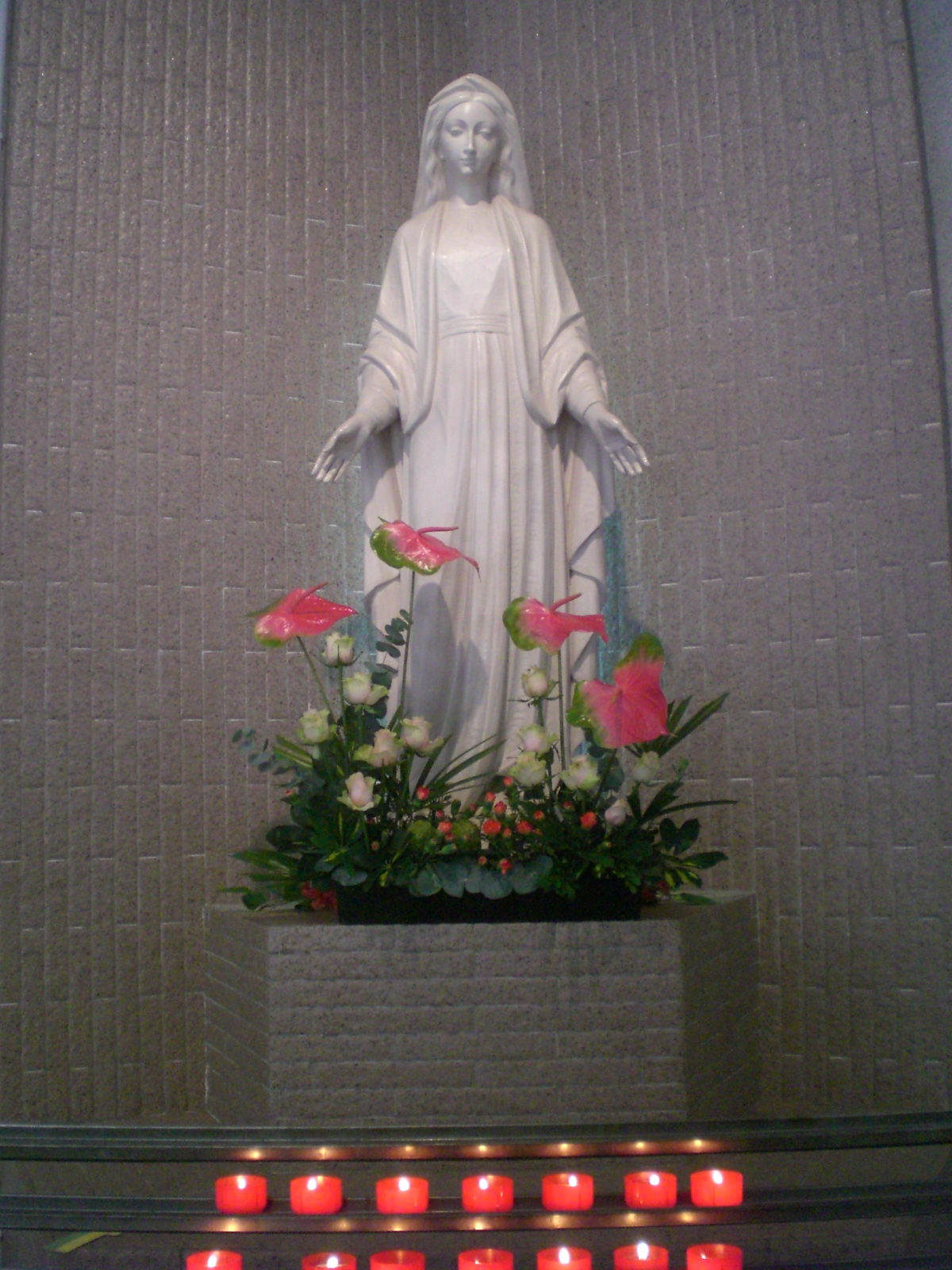
Cheng Xin est souvent comparée à la Vierge Marie (statue à Hong Kong).

Cheng Xin (程心, Chéng Xīn), ingénieure en aérospatiale, est le personnage principal du troisième tome. Son histoire commence alors qu'elle travaille sur un projet visant à établir un contact avec la flotte trisolarienne par le biais d'un cerveau humain, les Trisolariens étant supposés suffisamment avancés pour en reconstituer génétiquement le propriétaire. Yun Tianming, ami de Cheng Xin souffrant d'une maladie incurable, accepte de donner son cerveau pour cette mission : secrètement amoureux de la jeune femme, il lui a acheté une étoile, DX3906, à la suite d'une importante rentrée d'argent. Après le lancement d'une sonde contenant l'organe, Cheng Xin entre en hibernation pour suivre l'avancée du projet : toutefois, à son réveil 256 ans plus tard, elle apprend que le contact avec la sonde a été perdu. Une série d'événements la propulse alors au poste de Porte-épée en tant que successeure de Luo Ji. Pressentant qu'elle n'aura pas le cœur à diffuser à l'Univers les coordonnées de Trisolaris, ce qui exposerait du même coup la Terre, les Trisolariens détruisent les systèmes émetteurs de l'humanité.
Après les rebondissements qui s'ensuivent — la migration forcée des Terriens vers l'Australie, la diffusion des coordonnées trisolariennes par un vaisseau spatial humain, la destruction de la planète-mère des envahisseurs et l'abandon de leur projet de conquête —, la flotte trisolarienne révèle avoir récupéré Yun Tianming : autorisée à lui parler, Cheng Xin recueille les informations technologiques qu'il a codées sous forme de contes. Elle appuie ensuite les recherches de Thomas Wade sur les vaisseaux luminiques, l'un des moyens suggérés par Yun Tianming pour échapper à la destruction, avant de mettre fin au programme après que les autorités l'ont déclaré illégal,. Elle hiberne ensuite jusqu'à la bidimensionnalisation du système solaire, où elle apprend de Luo Ji qu'elle peut s'enfuir à bord d'un unique vaisseau luminique développé en secret. Avec sa comparse 艾AA, elle met le cap sur DX3609, où Guan Yifan lui apprend que l'Univers perd peu à peu ses dimensions sous l'effet de guerres cosmiques qui le conduisent vers sa fin,. Cheng Xin passe la dernière partie du roman à attendre cette fin avec Guan Yifan dans un micro-univers offert par Yun Tianming : sa dernière action consiste néanmoins à le quitter pour restituer à l'Univers une masse nécessaire à sa renaissance après implosion.
Cheng Xin est peu appréciée des fans de Liu Cixin, qui la surnomment ironiquement la « Sainte Mère ». En effet, c'est par ses choix empreints de bonté et de magnanimité qu'adviennent la fin de la Terre et du système solaire : par deux fois — lorsqu'elle se refuse à appuyer sur le bouton condamnant Trisolaris en même temps que la Terre, puis lorsqu'elle empêche Thomas Wade de livrer une guerre aux autorités pour les forcer à accepter le développement des vaisseaux luminiques —, elle rejette une décision pouvant mettre en danger des vies humaines tout en condamnant ce faisant l'humanité dans son ensemble. Personnage profondément éthique et maternel — ses semblables la comparent dans certains passages à la Vierge Marie — placé dans une position destructrice à l'exact opposé de sa personnalité, Cheng Xin fonctionne avant tout comme une allégorie de la conscience morale humaine, qui n'a pas sa place dans un univers impitoyable. Pour autant, elle joue un rôle capital à la fin de la trilogie, d'une part en renonçant à son microcosme pour permettre à l'Univers de renaître dans un nouveau cycle, et d'autre part, en couchant par écrit les ultimes chroniques de l'humanité à destination des civilisations futures, démarche que reprend l'auteur en rebaptisant sa trilogie 地球往事, Dìqiú wǎngshì (littéralement « Souvenirs du passé de la Terre »).

## Analyse

### Morale d'un univers immoral
La question des limites de la morale et des idéologies humaines dans un univers immoral est l'un des principaux thèmes explorés dans la trilogie,. Liu Cixin y place ses personnages dans un monde dystopique qu'il décrit comme « le pire de tous les univers possibles, un univers dans lequel l'existence est aussi noire
et difficile qu'on peut l'imaginer », où seule compte la nécessité de survivre et la loi du plus fort. La révélation de cette dystopie cosmologique s'effectue progressivement tout au long des trois tomes. Dans Le Problème à trois corps, c'est d'abord Wang Miao qui introduit l'idée d'un Univers hostile à travers l'analogie du sniper et du fermier. Cette expérience de pensée, qui peut être analysée comme une variante de l'allégorie de la caverne de Platon, offre deux interprétations des lois de l'Univers : d'une part, si un sniper cosmique pratiquait des trous tous les dix centimètres dans un espace bidimensionnel, les êtres qui y vivent prendraient peut-être cette disposition pour un principe fondamental du cosmos, et non pour le résultat de la fantaisie d'un être supérieur ; d'autre part, si un fermier nourrissait chaque jour son élevage de dindes à onze heures, une dinde scientifique verrait peut-être dans cette heure de nourrissage un invariant de la nature, jusqu'à ce que le fermier les tue toutes le jour de Noël.
Ces deux visions trouvent ensuite leur démonstration par la cosmosociologie de Ye Wenjie et Luo Ji : dans un Univers aux ressources limitées, où les civilisations sont toutes en concurrence pour leur survie sans pouvoir communiquer efficacement du fait des distances qui les séparent, chacune d'elles doit rester cachée pour ne pas se faire détruire par une autre, ou bien chercher activement à détruire les autres pour rester cachée, comme un sniper dans un élevage de dindes. C'est la théorie de la forêt sombre, dont est souvent citée la description poétique qu'en fait l'auteur dans le deuxième tome :

« L'Univers est une forêt sombre dans laquelle chaque civilisation est un chasseur armé d'un fusil. Il glisse entre les arbres comme un spectre, relève légèrement les branches qui lui barrent la route, il s'efforce de ne pas faire de bruit avec ses pas. Il retient même sa respiration. Il doit être prudent, car la forêt est pleine d'autres chasseurs comme lui. S'il remarque une autre créature vivante — un autre chasseur, un ange ou un démon, un bébé sans défense ou un vieillard boiteux, une magnifique jeune fille ou un splendide jeune homme, il n'a qu'un seul choix : ouvrir le feu et l'éliminer. »

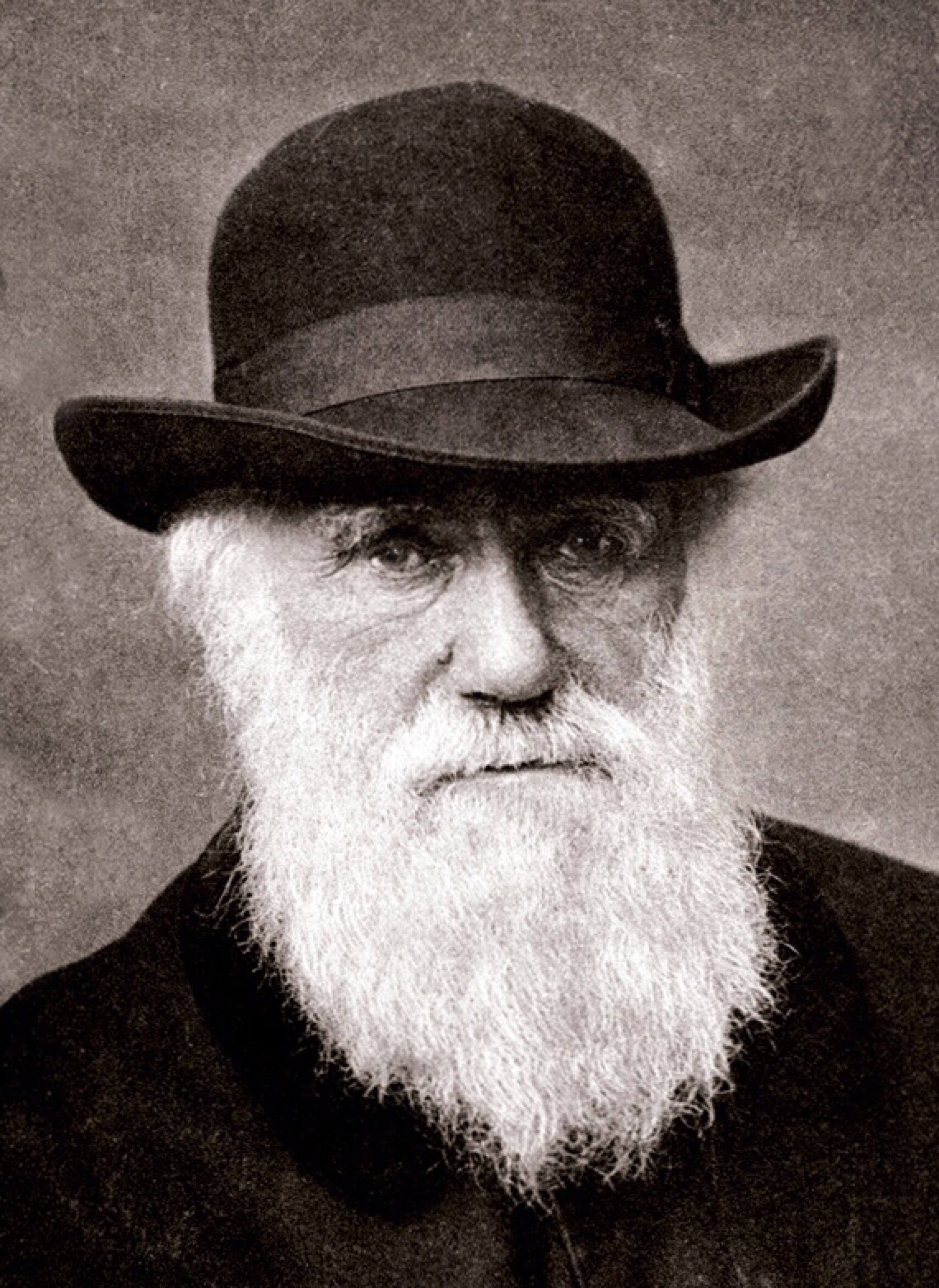
Le fonctionnement du cosmos dans le roman suit une logique darwinienne (Charles Darwin en 1880).

Cette moralité darwinienne — Liu Cixin est un lecteur assidu du Gène égoïste de Richard Dawkins, — trouve une démonstration spectaculaire dans le troisième tome, où un membre d'une civilisation avancée, le « Chanteur » (歌者, Gēzhě), détecte la civilisation terrienne et l'annihile en faisant chuter le système solaire en deux dimensions,. Par la suite, il est révélé que l'Univers tridimensionnel où évoluent les civilisations n'est que le vestige d'un Univers à dix dimensions, peu à peu dégradé par les guerres interstellaires où les lois de la physique ont été utilisées comme armes. Ce mouvement, appelé à se poursuivre jusqu'à la fin des temps, s'apparente à la Chute biblique — l'Univers originel est décrit comme un Éden — dans un monde soumis à la corruption totale.
Face à ce cosmos où seule compte la survie, les personnages de la trilogie sont tiraillés entre les injonctions morales humaines et la nécessité de lutter pour subsister. Ne triomphent que ceux qui dépassent leurs limites éthiques : ainsi, les équipages des vaisseaux spatiaux qui désertent le système solaire à la suite de Zhang Beihai ne reculent pas devant la destruction d'autres vaisseaux pour récupérer leurs ressources et se nourrir de leur chair humaine. La survie de l'espèce, même si elle doit cesser d'être une civilisation au sens moral du terme, justifie alors tous les sacrifices, y compris le sien — comme en témoigne la pleine acceptation par Zhang Beihai de sa propre mort. À l'opposé, Cheng Xin se montre profondément empreinte de moralité dans La Mort immortelle, rejetant à chaque fois les options favorables à la survie de l'humanité pour ne pas mettre de vies en danger. L'auteur lui donne toutefois un rôle crucial à la fin de la trilogie, lorsqu'elle choisit avec Guan Yifan de quitter son mini-univers pour donner au cosmos tout entier une masse suffisante pour s'effondrer et de renaître : leur décision, qui s'affranchit de la logique destructrice à l'œuvre par ailleurs dans la trilogie, résout le dilemme shakespearien « to be, or not to be » (« être ou ne pas être »), cité à deux reprises dans Le Problème à trois corps,, en permettant à l'Univers d'« être » au prix de leur « non-être ». Liu Cixin réconcilie ainsi les questions abordées dans la trilogie en accordant une valeur morale à l'existence elle-même : mieux vaut quelque chose plutôt que rien, quel que soit le niveau de violence et d'immoralité qui en découle.

### Décentrement et insignifiance humaine

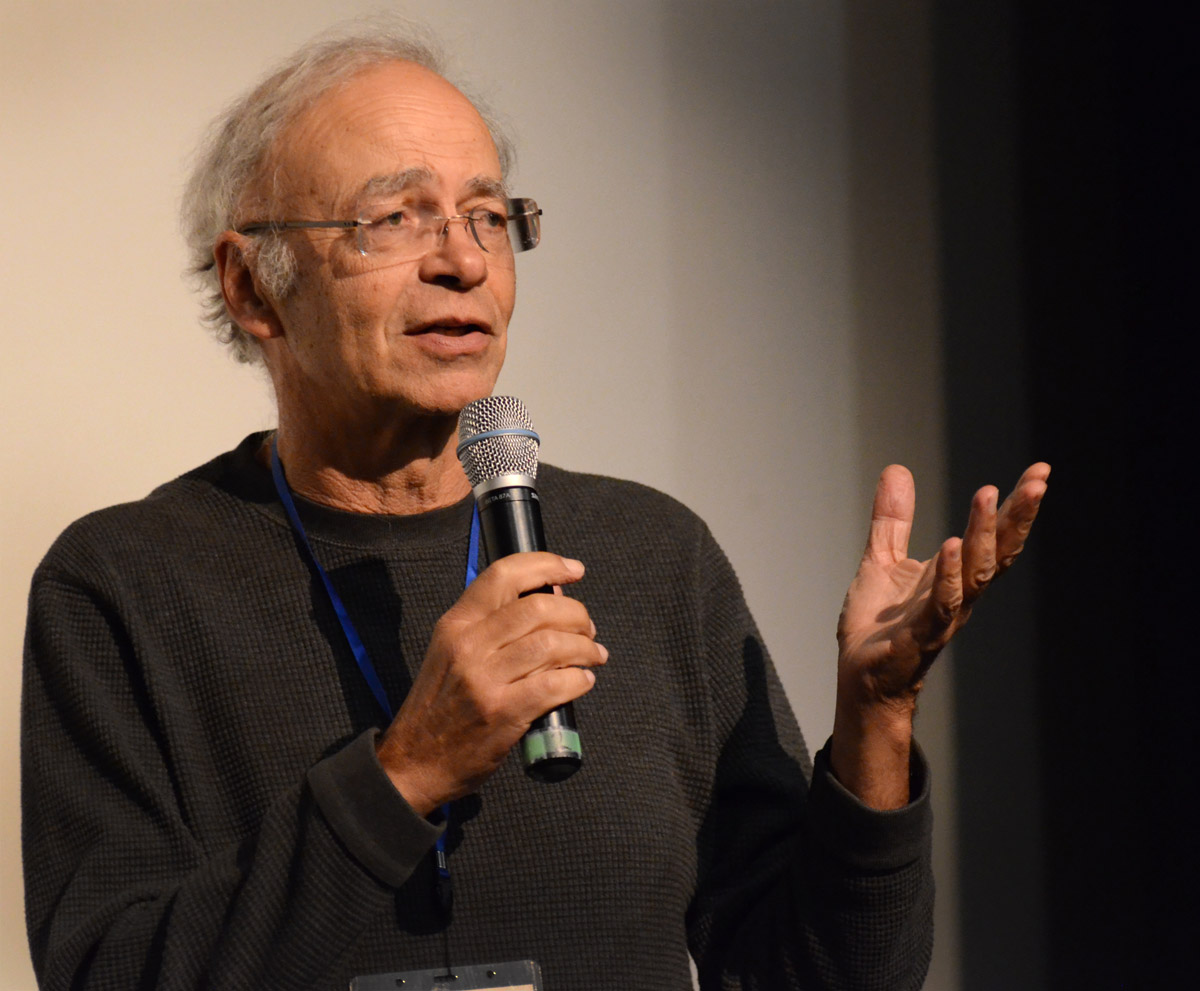
Peter Singer, source d'inspiration de Liu Cixin, en 2015.

Toute l'œuvre de Liu Cixin est parcourue d'une remise en cause de l'anthropocentrisme qu'il attribue à la littérature généraliste, notamment occidentale, qui prend pour objet d'étude l'être humain. Dans un essai publié en 2013, il assimile cet anthropocentrisme à un narcissisme, étant donné l'apparition très récente de l'espèce humaine dans l'histoire de la vie et sa relative insignifiance à l'échelle de l'Univers. Il dénonce également la persistance de la Terre comme centre du monde dans le « monde mental de la littérature ». Cette position, qui reprend en partie les critiques de Peter Singer contre le spécisme occidental moderne dans son ouvrage La Libération animale (que Liu Cixin cite comme source d'inspiration), nourrit l'ensemble de la trilogie des Trois Corps. Ainsi, dans le premier tome, l'idée d'une séparation stricte entre l'être humain et le reste du vivant est rejetée par Ye Wenjie et son allié Mike Evans, tous deux témoins de destructions environnementales qu'ils vivent avec horreur (la vision d'un arbre abattu renvoyant par exemple Ye Wenjie au souvenir du cadavre de son père) et exposés à des lectures interrogeant la place de l'humanité sur Terre (dont l'œuvre de Peter Singer et celle de Rachel Carson). Cette prise de conscience motive ensuite leur radicalisation et leur trahison de l'humanité au profit des Trisolariens. Ceux-ci constituent une présence hétérotopique qui, par son altérité, redessine les fondements socio-spatiaux de la civilisation humaine : ainsi, le jeu des Trois Corps, qui transpose sur Trisolaris l'histoire politique et scientifique terrienne, montre comment un autre rapport au cosmos produit une compréhension différente de l'éthique.
La suite de la trilogie produit une impression croissante de décentrement à mesure que les personnages explorent la nature de la réalité. Outre l'analogie du sniper et du fermier, qui, tout en dépeignant la Terre comme une dinde élevée pour être abattue, ouvre la possibilité que les lois de la physique soient modelées par des êtres supérieurs, l'auteur relativise la place de l'humanité dans l'Univers à travers les conclusions de la cosmosociologie, qui montre les limites de l'humanisme dans un monde impitoyable axé sur la survie. L'insignifiance de la civilisation terrienne est pleinement exprimée avec l'apparition du Chanteur, dont la narration adopte brièvement le point de vue. Issu d'un monde apparaissant comme totalement étranger, avec un langage conceptuel différent du nôtre, il décide de détruire le système solaire après avoir détecté les traces du conflit entre la Terre et Trisolaris. Dans son optique, l'humanité n'a aucune valeur cosmologique en soi : elle n'est qu'une forme de vie quelconque qu'il convient d'anéantir (ou d'« assainir », selon les termes de son espèce), tâche qui revêt pour sa civilisation un aspect esthétique. Véritable deus ex machina, dont le peuple semble faire sienne la devise du Méphistophélès de Goethe, le Chanteur livre aussi un aperçu de l'impossibilité pour l'être humain de connaître le cosmos.
Cette scène fait écho à un passage du deuxième tome, où le physicien Ding Yi, inspectant la gouttelette trisolarienne juste avant qu'elle ne détruise la flotte spatiale terrienne, se rend compte qu'il s'agit d'une arme et lui applique une citation de Goethe sous une forme légèrement modifiée : « Je te détruis, est-ce que cela te regarde ? » La phrase originale — « je t'aime, est-ce que cela te regarde ? » —, tirée des Années d'apprentissage de Wilhelm Meister, exprime l'idée que l'amour, en tant que sentiment entièrement subjectif et indépendant de la réciprocité de son objet, ne regarde que celui qui l'exprime : en l'adaptant à la destruction de l'humanité, Liu Cixin montre l'indifférence qu'éprouvent à son égard les civilisations du Chanteur ou de Trisolaris. Les humains sont d'ailleurs comparés par cette dernière à de la « vermine » : pour un être intelligent, la décision de tuer un insecte ne concerne guère l'insecte lui-même, car il n'a pas conscience de son insignifiance existentielle. Cette métaphore se retrouve au début du deuxième tome, où une fourmi assiste sans le savoir à la conversation fondatrice de la cosmosociologie entre Ye Wenjie et Luo Ji. La perception par la fourmi des deux humains discutant entre eux est semblable à la connaissance qu'a l'humanité des interactions entre civilisations avancées : elle ne peut que les entrapercevoir, mais sans possibilité de les comprendre en profondeur. Toutes ces analogies aux connotations darwiniennes ont pour effet de décentrer le point de vue de la Terre, réduite à une planète mineure et vulnérable dans la vaste jungle cosmique. 

### Esthétisation de la science et du cosmos
En tant qu'écrivain de science-fiction, Liu Cixin s'attache à célébrer la beauté de la science, de l'Univers et de la technologie. Marqué par la lecture d'Arthur C. Clarke, il cultive comme lui un sens du sublime à travers sa description de l'univers dans toute sa grandeur,. Pour ce faire, il déploie un style esthétique fondé sur la projection d'émotions humaines sur un Univers qui pourrait passer pour froid, accordant une valeur poétique à l'ensemble du cosmos. Ainsi décrit-il dans La Mort immortelle la bidimensionnalisation du système solaire, processus pourtant brutal, en des termes à la fois scientifiques et artistiques :

« Cheng Xin savait qu'elle parlait du tableau de Van Gogh [La Nuit étoilée]. Et en effet, l'Univers ressemblait réellement à la manière dont il y était représenté. Le souvenir qu'elle avait de la peinture se superposait presque parfaitement au système solaire bidimensionnel maintenant devant ses yeux. L'espace était empli d'énormes astres, et la surface qu'ils occupaient était plus vaste que les interstices laissés entre eux. Mais l'immensité de ces objets célestes ne leur procurait pas mieux un sentiment de réalité, ils ressemblaient plutôt à des tourbillons spatio-temporels. Dans l'Univers, chaque infime partie d'espace se déplaçait, se retournait, tremblait de peur et de folie, comme les flammes d'un brasier ardent diffusant un froid pétrifiant. Le Soleil et les planètes, toute substance et toute existence, n'étaient rien d'autre que des hallucinations nées des turbulences de l'espace-temps. »

Vincent van Gogh, La Nuit étoilée, 1889.

Dans une autre scène, les personnages pénètrent dans un espace à quatre dimensions. Tout en décrivant avec minutie le sentiment d'incommensurabilité qu'offre cette fenêtre sur un autre monde, l'auteur lui confère aussi une dimension philosophique transcendante en donnant un tout autre sens à des concepts tels que la profondeur ou l'immensité :

« Pour ceux qui en avaient fait l'expérience, la perception spatiale de la haute dimension ne pouvait être exprimée par des mots. Ils essayaient le plus souvent de l'expliquer ainsi : ce qu'on appelait « immensité » ou « vastitude » dans la troisième dimension était répété à l'infini dans un espace quadridimensionnel, dans une direction qui n'existait pas dans le monde en trois dimensions. Ils avaient fréquemment recours à l'image de deux miroirs face à face : tout ce qui était visible dans le miroir était répliqué à l'infini dans une myriade d'autres miroirs, comme un long couloir de miroirs s'étendant sans fin. Dans cette analogie, c'était comme si chaque miroir du couloir était un espace tridimensionnel. En d'autres termes, tout ce que les hommes voyaient de vaste et d'immense dans le monde tridimensionnel n'était en réalité que la coupe verticale de la véritable vastitude et de la véritable immensité. La difficulté à décrire cette perception résidait dans le fait que l'espace quadridimensionnel tel qu'il était vu de l'intérieur par les observateurs était étendu et proportionné, mais il possédait aussi une profondeur inexprimable par le langage. Cette profondeur ne pouvait pas être comprise en termes de distance, elle était comme contenue au milieu de chaque point de l'espace. Guan Yifan eut cette phrase qui deviendrait plus tard une citation célèbre :
— Dans chaque centimètre carré sommeille un abysse insondable ! »

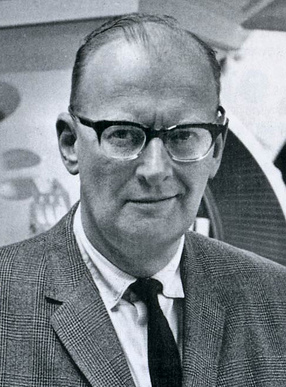
Arthur C. Clarke en 1965.

Liu Cixin se démarque cependant d'Arthur C. Clarke par l'aspect plus technique de ses descriptions. Chez Clarke, la sublimité est avant tout ressentie au niveau de l'esprit, et l'immensité cosmique est dépeinte de façon allusive pour en préserver le mystère. Cette posture quasi religieuse est peu présente chez Liu, qui décrit les éléments de son univers avec une extrême minutie et une grande rationalité. Les sciences et techniques elles-mêmes deviennent source de beauté, à l'exemple de la scène où les Trisolariens créent les intellectrons en déployant des protons dans l'espace, emplissant ce faisant le ciel de formes géométriques étranges, ou bien lorsque l'auteur fait appel à tous les sens humains pour décrire la « gouttelette » dans La Forêt sombre :

« Quand le monde entier verrait pour la première fois l'image de la sonde, il s'émerveillerait devant sa magnifique coque. Cette gouttelette de mercure était extraordinairement belle. Malgré sa forme épurée, elle était ouvragée avec une minutie hors du commun. Chaque point de sa surface courbe était au bon endroit. Elle débordait de grâce, comme si elle perlait à chaque instant dans la nuit hivernale. Elle donnait le sentiment que même si les artistes humains essayaient de reproduire ce genre de surface close, courbe et lisse, la conception leur serait impossible. Cette forme parfaite ne se trouvait pas même dans la République de Platon. Elle était plus rectiligne qu'une ligne droite et plus circulaire qu'un cercle parfait, c'était un dauphin à la peau miroitante bondissant depuis un océan de rêves, la cristallisation de tout l'amour de l'Univers… »

Ainsi, en plus d'occuper une place importante dans la trilogie, au point de gagner un statut presque équivalent à celui d'un personnage humain, les sciences et techniques se voient libérées de leur caractère instrumental pour exhaler une beauté et une grandeur intrinsèques. En appliquant un langage artistique à des concepts scientifiques, l'auteur les sort du domaine de l'abstraction et les transforme en images littéraires palpables et puissantes.

### Relecture de l'Histoire

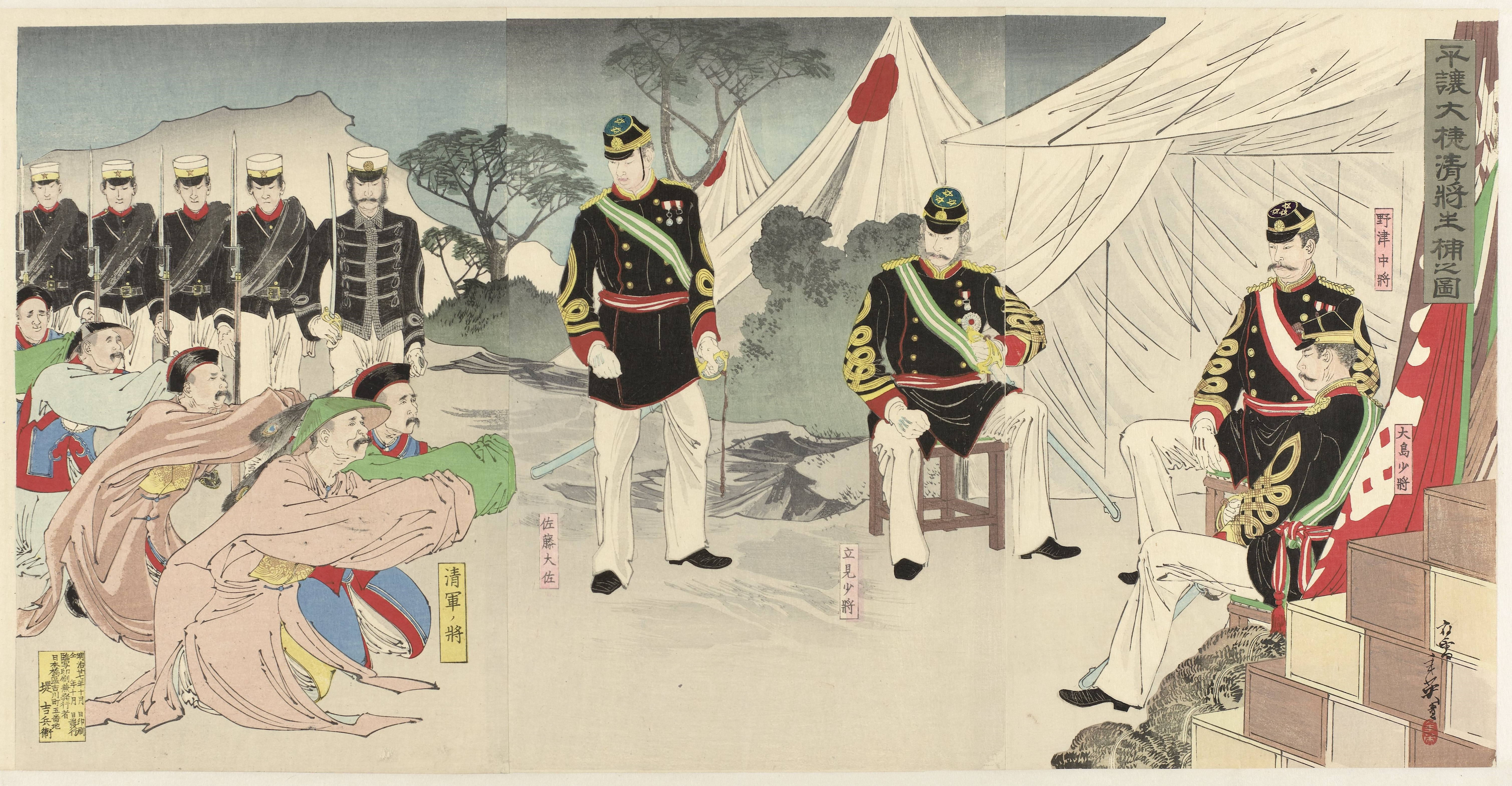
Trisolaris comporte de nombreux points communs avec le Japon (estampe de Toshihide Migita représentant la reddition des généraux chinois après la bataille de Pyongyang).

Lors de la parution du Problème à trois corps dans Le Monde de la science-fiction, un avant-propos indique que « l'auteur tente de raconter l'histoire moderne de la Chine rejouée à l'échelle d'années-lumière ». De fait, l'ensemble de la trilogie relate la résistance de l'humanité à une invasion par des extraterrestres malveillants : ce motif, présent dans d'autres œuvres de Liu Cixin, peut être analysé comme une relecture de la lutte entre la Chine et les puissances coloniales aux XIXe et XXe siècles. Les Trisolariens présentent notamment de nombreux points communs avec l'empire du Japon : originaires d'un foyer instable, ils entreprennent tous deux la conquête d'une nouvelle patrie qu'ils jugent plus adaptée au développement de leur civilisation, avant d'être arrêtés par une force tierce au moyen d'une arme redoutable (respectivement un photon dévastateur  et deux bombes atomiques). Bien que Liu Cixin ait plusieurs fois réfuté avoir conçu Trisolaris comme une allégorie du Japon impérialiste, il parsème la trilogie d'allusions à ce passé tourmenté : lors d'une discussion sur le mode de propulsion de futurs vaisseaux spatiaux dans La Forêt sombre, l'affrontement entre la Terre et Trisolaris est ainsi comparé à la première guerre sino-japonaise, où l'avancement technique des deux armées belligérantes s'avéra déterminant, tandis qu'Intellectra, l'ambassadrice trisolarienne dans La Mort immortelle, prend l'apparence d'une Japonaise.
Outre cette transposition de l'époque coloniale, la trilogie se nourrit de diverses périodes de l'histoire chinoise moderne. Ainsi, l'action du premier tome débute lors de la révolution culturelle, dont la violence fait indirectement écho à celle qui règne dans l'Univers tout entier : par la suite, la manière dont s'organisent les vaisseaux spatiaux ayant fui le système solaire s'apparente à une utopie maoïste, une société collectiviste et autosuffisante. La logique compétitive de la « forêt sombre », quant à elle, n'est pas sans évoquer l'économie concurrentielle et individualisée ayant émergé après la réforme économique chinoise. Plus largement, de nombreux éléments s'inspirent de l'histoire mondiale : la menace d'extermination que fait peser Trisolaris sur les Terriens renvoie à celle des autochtones d'Amérique durant leur conquête par les Européens, tandis que l'équilibre de destruction mutuelle assurée instauré par Luo Ji rappelle la dissuasion nucléaire mise en place pendant la guerre froide. D'autres passages font intervenir l'Histoire de façon plus directe : ainsi, dans le prologue de La Mort immortelle, une jeune Byzantine rencontre un fragment hyperdimensionnel en 1453, juste avant la chute de Constantinople. Cet épisode, en plus de servir de point de départ à la longue pente apocalyptique du roman, permet à l'auteur d'introduire l'idée de dimensions supplémentaires et de la capacité de la vie à agir sur le cosmos, dans la mesure où cet événement passe tout près de changer le cours de l'Histoire.

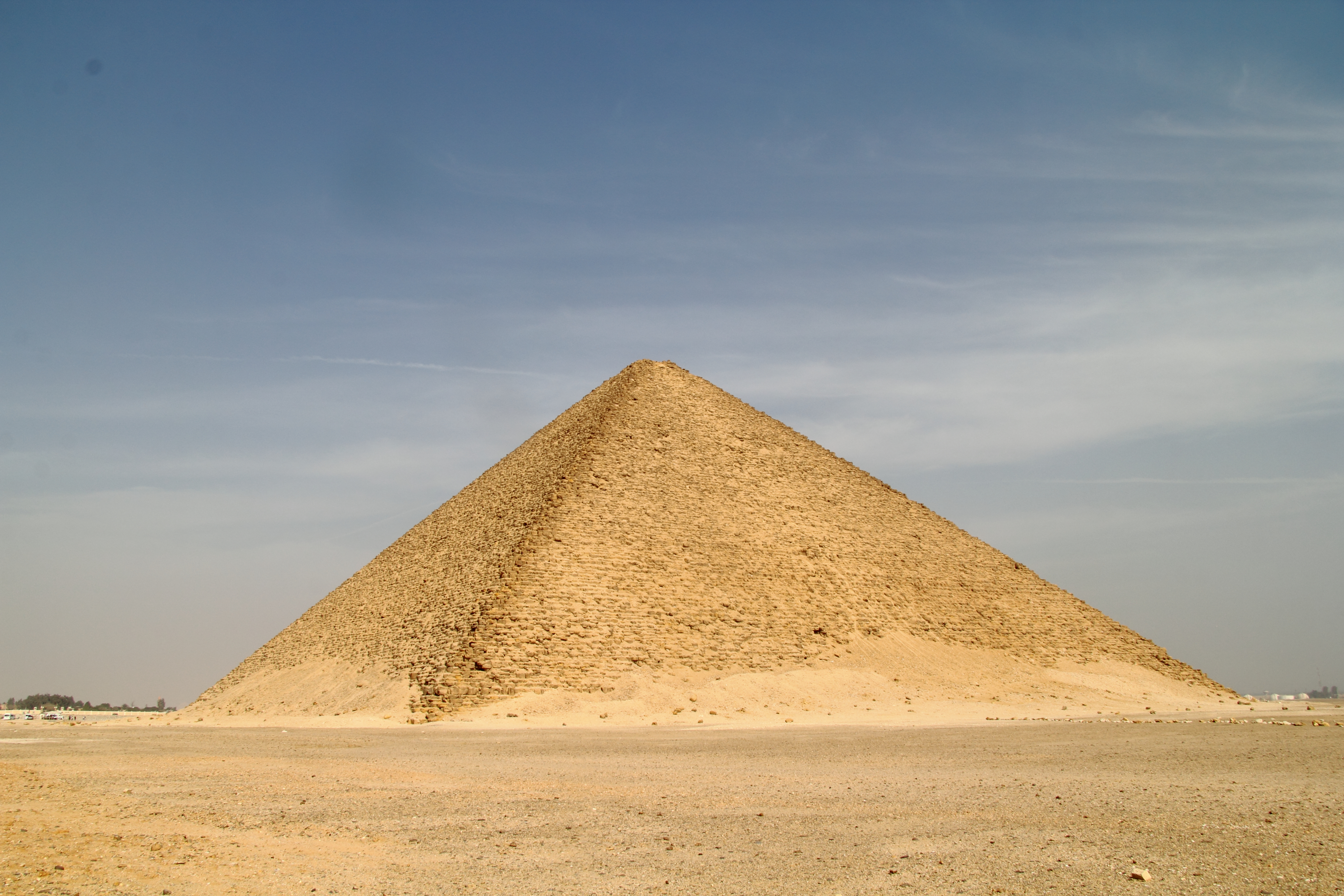
Le monument central du jeu des Trois Corps prend initialement la forme d'une pyramide égyptienne (photographie de la pyramide rouge, à Dahchour).

Celle-ci est également mise en scène dans le premier volume à travers le jeu des Trois Corps, une simulation en réalité virtuelle qui rejoue sur Trisolaris le développement politique et scientifique humain. Le résultat est une succession de civilisations constamment détruites par les mouvements des trois soleils de la planète, où des évolutions politiques très lentes se combinent à d'immenses avancées accomplies à chaque révolution scientifique. Le jeu incorpore dès lors de nombreuses influences historiques, à la fois dans ses décors (le bâtiment principal de la simulation prend successivement la forme d'une pyramide égyptienne puis mésoaméricaine (en), d'une cathédrale gothique et du siège des Nations unies) et dans ses personnages, issus des histoires chinoise comme occidentale : il fait ainsi apparaître le roi Wen de la dynastie Shang, période de développement scientifique et technique, puis le philosophe Mozi, dont la pensée combinant proto-science et proto-logique est ici appliquée à une première tentative de décrire le fonctionnement du monde trisolarien sur des bases rationnelles. Des théoriciens occidentaux de plusieurs époques, dont Galilée, Isaac Newton et John von Neumann, introduisent ensuite la méthode hypothético-déductive, formulent le problème à N corps et tentent de le modéliser grâce à un calculateur humain fait d'une multitude de soldats de l'empereur Qin Shi Huang. L'association de ce dernier, unificateur de la nation chinoise selon l'historiographie patriotique, à ce tournant de l'histoire scientifique n'est pas anodine : le récit suggère que l'ordre politique et le développement des sciences vont de pair, tout en insistant sur l'importance de la coopération internationale. Par la suite, c'est en atteignant l'âge atomique que les Trisolariens découvrent l'insolubilité du problème à N corps et partent en quête d'un nouveau foyer dans l'espace. À travers cette Histoire fictive partagée entre Trisolariens et Terriens, l'auteur met en garde contre les querelles politiques qui affaiblissent la capacité d'une civilisation à maîtriser la science.

### Stéréotypes de genre
En dépit de son succès, la trilogie des Trois Corps fait l'objet de critiques quant aux stéréotypes de genre qu'elle véhicule,. Certes, de nombreux personnages de premier plan, comme Ye Wenjie ou Cheng Xin, sont des femmes (et plus encore, des femmes scientifiques, alors que celles-ci ne représentaient que 6 % des membres de l'Académie chinoise des sciences en 2019), de même que la secrétaire générale des Nations unies, Say, dans La Forêt sombre. De plus, l'auteur montre une compréhension du phénomène de regard masculin et des obstacles que rencontrent les femmes dans leur carrière, en décrivant par exemple la manière dont Cheng Xin y est confrontée dans une réunion de l'Agence de renseignement planétaire. Malgré tout, les trois romans ne sont pas exempts de stéréotypes de genres qui se manifestent principalement par la mise en scène de personnages féminins majoritairement plats, émotifs et irrationnels, là où les personnages masculins sont plutôt dépeints comme sceptiques et critiques.

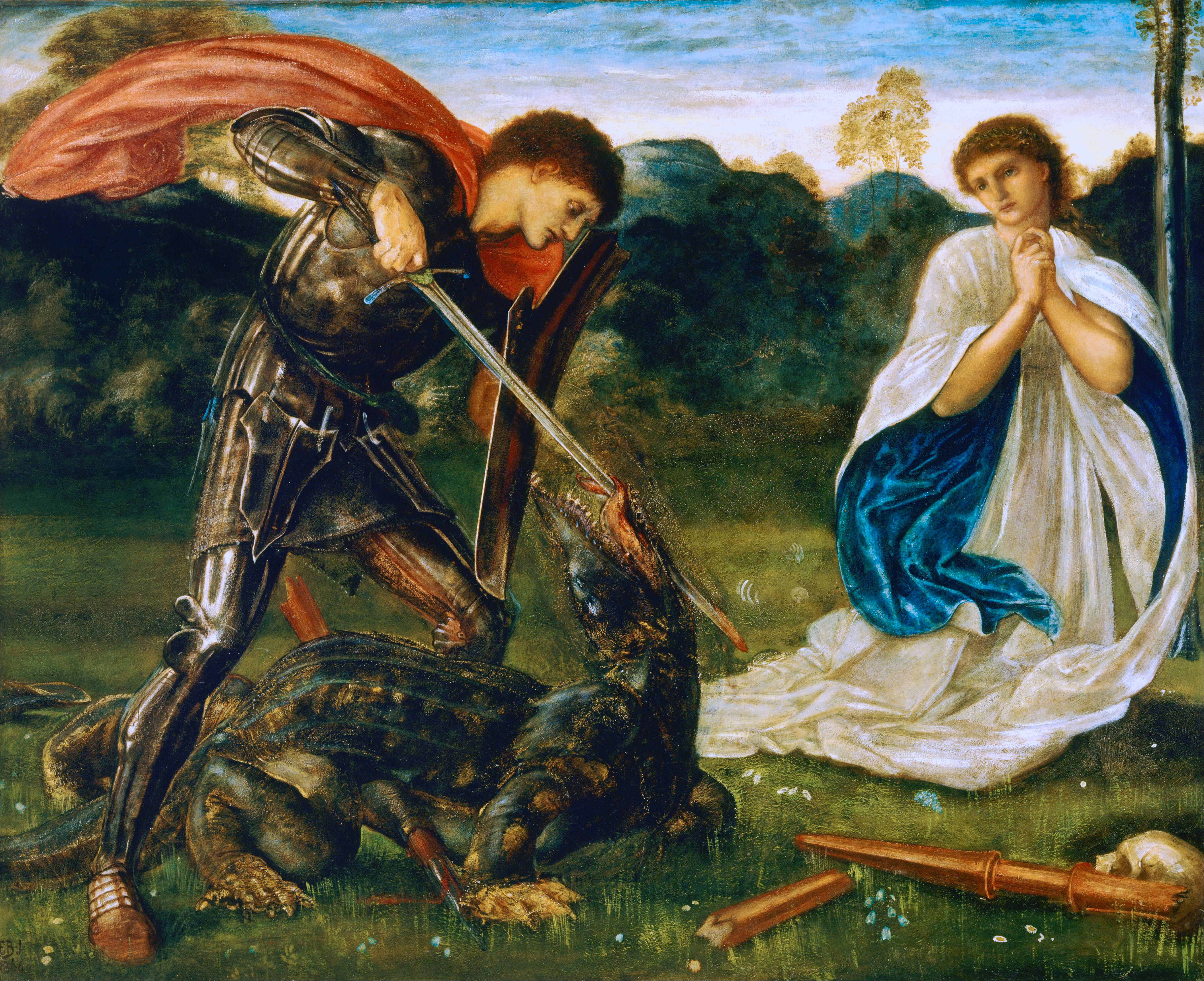
Luo Ji est à Zhuang Yan ce que le stéréotype du preux chevalier est à celui de la demoiselle en détresse (Edward Burne-Jones, Saint Georges tuant le dragon, 1866).

L'un des exemples les plus emblématiques de cette tendance est le personnage de Zhuang Yuan, la compagne idéale imaginée par Luo Ji dans le deuxième tome. Trouvée par Shi Qiang à partir de la description qu'en donne celui-ci, elle fonctionne comme une incarnation du regard et des fantasmes masculins : presque toujours passive dans sa relation avec Luo Ji, elle ne fait que jouer le rôle que lui attribue l'imagination de ce dernier, et la narration met l'accent sur son innocence, sa pureté et son ignorance. Sa disparition amène Luo Ji à prendre au sérieux sa mission de Colmateur pour la sauver, elle et leur fille, se conformant ainsi au stéréotype du preux chevalier secourant sa demoiselle en détresse. Cet exemple est révélateur d'un essentialisme de genre — les femmes sont liées à la pureté et aux qualités humaines — qui prend sa pleine mesure dans le troisième volume avec l'opposition frontale entre Cheng Xin, concentré de stéréotypes féminins, et Thomas Wade, incarnation de la masculinité brutale et agressive. À deux moments, Cheng Xin peut prendre une décision cruciale pour sauver l'humanité, mais y renonce pour préserver des vies alors que Wade n'aurait pas eu ces scrupules. Les deux personnages fonctionnent comme les allégories respectives de l'instinct d'amour et de compassion (vu comme féminin) et de l'instinct d'agression et de conquête (vu comme masculin), ce dernier étant le seul pertinent pour survivre dans la forêt sombre.
Cet essentialisme à l'échelle individuelle se double d'un essentialisme à l'échelle collective : La Mort immortelle met ainsi en contraste des époques prospères où les hommes se « féminisent » et des époques plus dures où ils retrouvent leur virilité, perçue par l'auteur comme une vertu. Liu Cixin semble adhérer à l'idée que les temps durs produisent des « hommes vrais », alors que la civilisation ne produit qu'une décadence féminisée (ce que l'historien américain Bret Deveraux appelle le « mirage fremen », en référence aux multiples clichés caractérisant la description de ce peuple « barbare » dans le Cycle de Dune). Aucun des personnages principaux ne naît d'ailleurs dans le futur, à l'exception de 艾AA (dont les positions, peu représentatives de sa génération, se rapprochent paradoxalement de celles de Wade). Pour le reste, les personnages du futur sont rarement capables d'action décisive : lors de la première défaite terrienne face à l'ennemi dans le deuxième volume, les natifs de cette époque de prospérité sont sujets à une panique massive, et seuls les personnages (et plus précisément les hommes) du présent sauvent l'humanité de la décomposition totale en reprenant les rênes de la société.
La prévalence des stéréotypes de genre dans le texte original est toutefois largement édulcorée dans certaines versions internationales, dont la traduction anglophone de Ken Liu et Joel Martinsen : Liu Cixin cite comme exemples de ces changements la suppression d'allusions à la pureté, à l'angélisme ou à la beauté de personnages féminins. Ces révélations ont suscité chez les fans chinois d'intenses débats sur les stéréotypes de genre dans la trilogie,, les participants à l'une de ces discussions concluant pour la plupart que l'œuvre porte la marque d'un sexisme inconscient qui imprègne la société chinoise dans son ensemble.

## Œuvres dérivées et adaptations
Phénomène unique dans la science-fiction chinoise, la trilogie des Trois Corps a donné lieu à une multitude d'œuvres dérivées produites par son fandom sur presque tous les médias sociaux chinois. Dans un premier temps, ces œuvres sont surtout des fanfictions de hard science produites principalement par des intellectuels masculins sur Baidu Tieba ou SMTH BBS (en) : c'est notamment le cas de la première à avoir été publiée dans une maison d'édition, Le Problème à trois corps X : la Rédemption du temps de Baoshu (en). Postée sur le réseau SMTH BBS à partir de décembre 2010, alors que son auteur est étudiant à l'université de Pékin, ce roman se concentre sur le personnage de Yun Tianming, dont il imagine le vécu à bord des vaisseaux trisolariens, puis élargit sa perspective à l'histoire dimensionnelle de l'Univers. Devenu viral, l'ouvrage attire l'attention de Yao Haijun, alors rédacteur en chef du Monde de la science-fiction, qui contribue à le faire publier au format papier avec l'autorisation de Liu Cixin, lui-même utilisateur de SMTH BBS : il s'agit de l'unique fanfiction à avoir connu un tel destin. À partir de 2010, le développement des plateformes vidéo engendre de nouveaux types de contenus, notamment sur Bilibili et Weibo : l'un des plus emblématiques est My Three-Body, une série de machinima se servant de Minecraft pour narrer l'histoire du premier tome.
En parallèle, une adaptation cinématographique de la trilogie est envisagée dès 2009, lorsque le directeur de Yoozoo Interactive contacte Liu Cixin pour acquérir les droits d'adaptation du Problème à trois corps. Le projet démarre officiellement en 2013, mais est abandonné après deux mois de tournage sans motif explicite — des sources officieuses imputent cet échec à la censure ou à la difficulté de créer des effets spéciaux à la hauteur. Cet épisode suscite la dérision des internautes chinois, a fortiori dans un contexte où des productions de fans telles que My Three-Body ou la vidéo Gouttelette (qui met en scène la bataille finale du tome 2) attirent le succès et les capitaux. C'est finalement sous forme de websérie que la première adaptation commerciale de la trilogie est menée à bien, avec Le Problème à trois corps, production de Tencent Video : l'entreprise chinoise, qui a acquis les droits d'adaptation télévisée du premier tome dès 2008, lance le tournage en juillet 2020, dévoile sa première bande-annonce en novembre 2021 et diffuse finalement la série au début de l'année 2023.
Cette production intervient au moment où l'entreprise américaine Netflix obtient l'accord de Yoozoo Interactive pour une adaptation sérielle en langue anglaise. Annoncée en septembre 2021, celle-ci est scénarisée entre autres par David Benioff et D. B. Weiss, les créateurs de Game of Thrones, sous la direction du réalisateur hongkongais Derek Tsang. Si la série s'assure la collaboration de Liu Cixin en tant que producteur consultant, sa distribution internationalisée suscite des réserves au sein du lectorat chinois de la trilogie. Intitulée en français Le Problème à trois corps, elle est diffusée le 21 mars 2024. Son succès international « relance l’hostilité entre Pékin et Washington, avec des accents de guerre froide », d'après l'analyste géopolitique Pierre Haski. Les autorités chinoises soulèvent notamment qu'avec les changements de nationalité de certains protagonistes, les personnages chinois restants sont en majeure partie des traîtres ou des despotes, malgré le contre-exemple positif d'une jeune Chinoise héroïque vivant en Occident. Haski y voit le regret de la Chine de n'être pas parvenue à étendre son soft power par le biais de l'adaptation diffusée en 2023 par Tencent, soumise à la censure et à la moindre influence internationale.